# Casa parroquial

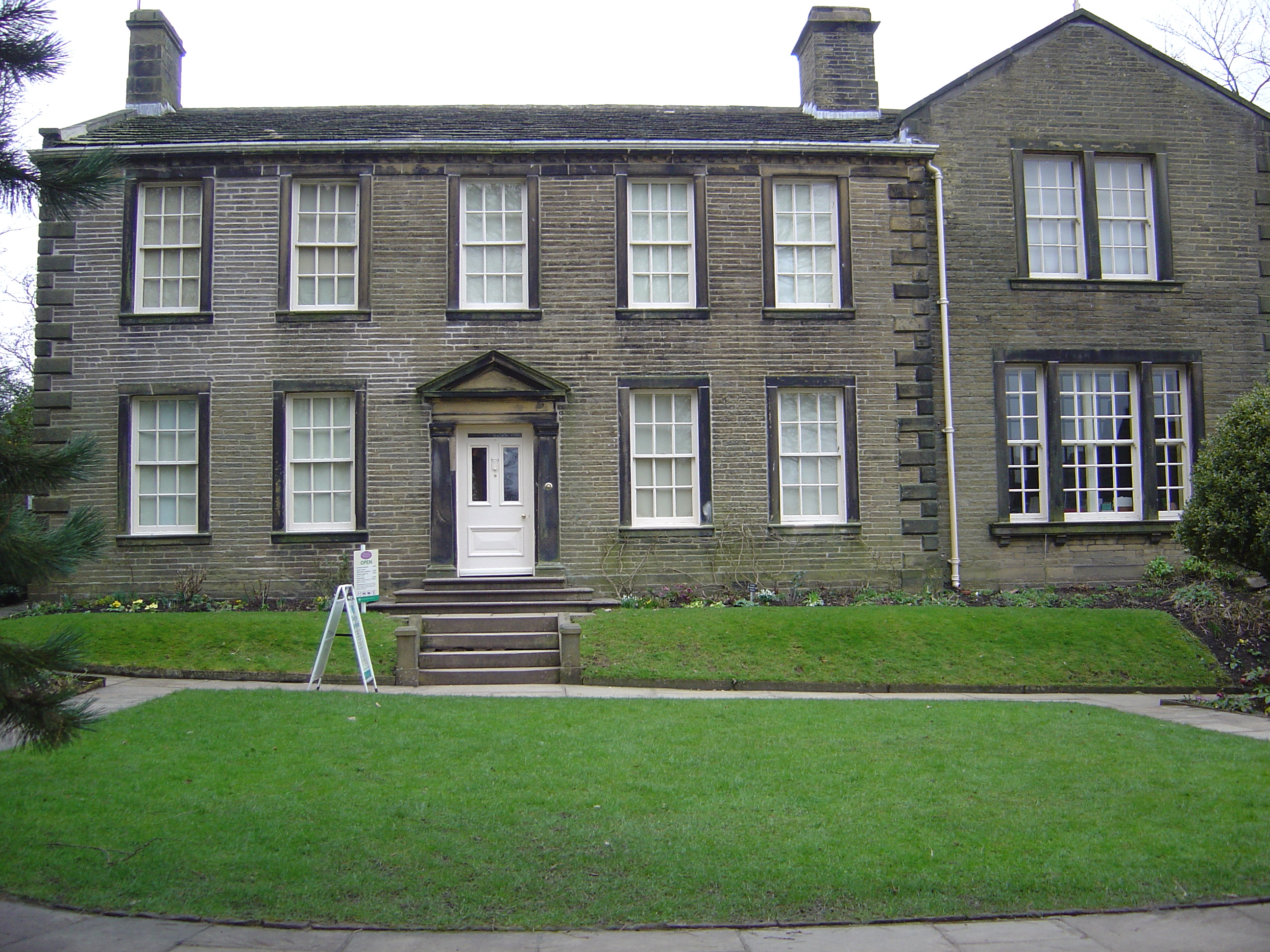
Brontë Parsonage Museum, (Haworth, Inglaterra). Entre 1820–1861 residencia de la familia Brontë, cuyo padre era el párroco.

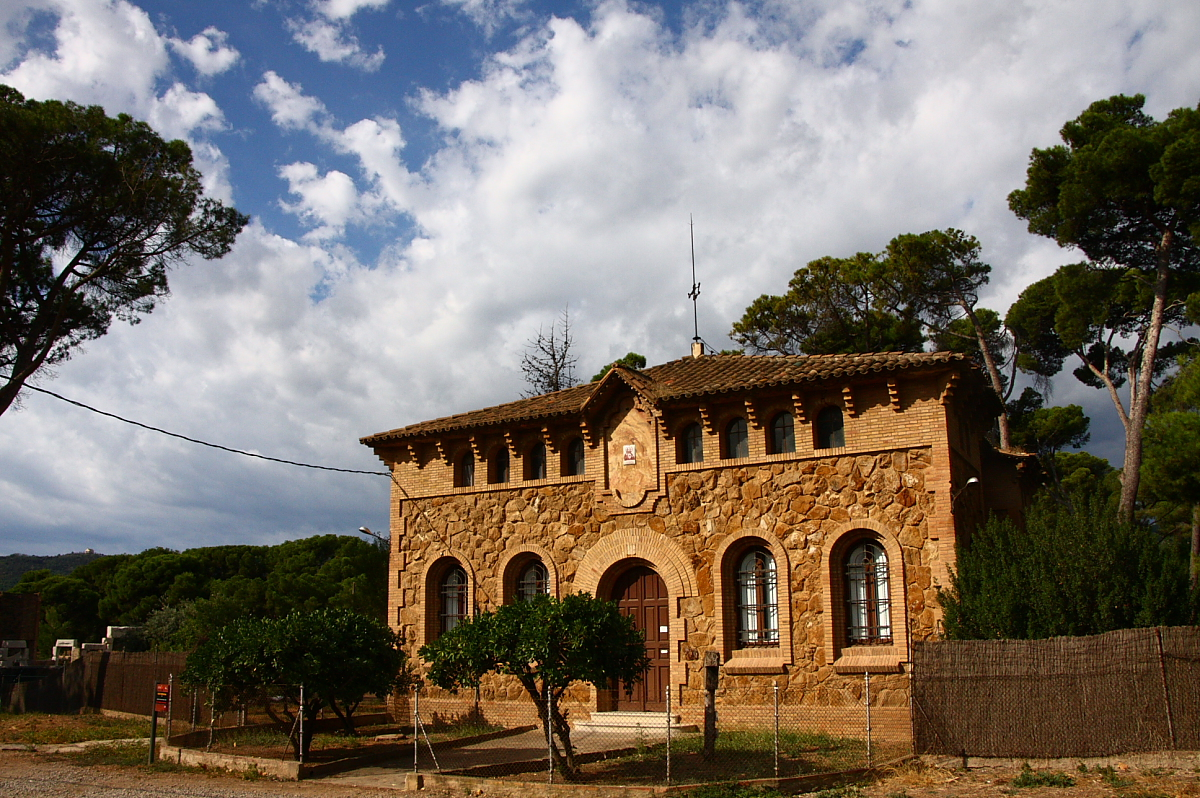
Casa parroquial de la Colonia Güell, edificio modernista de Francesc Berenguer i Bellvehí, 1917.

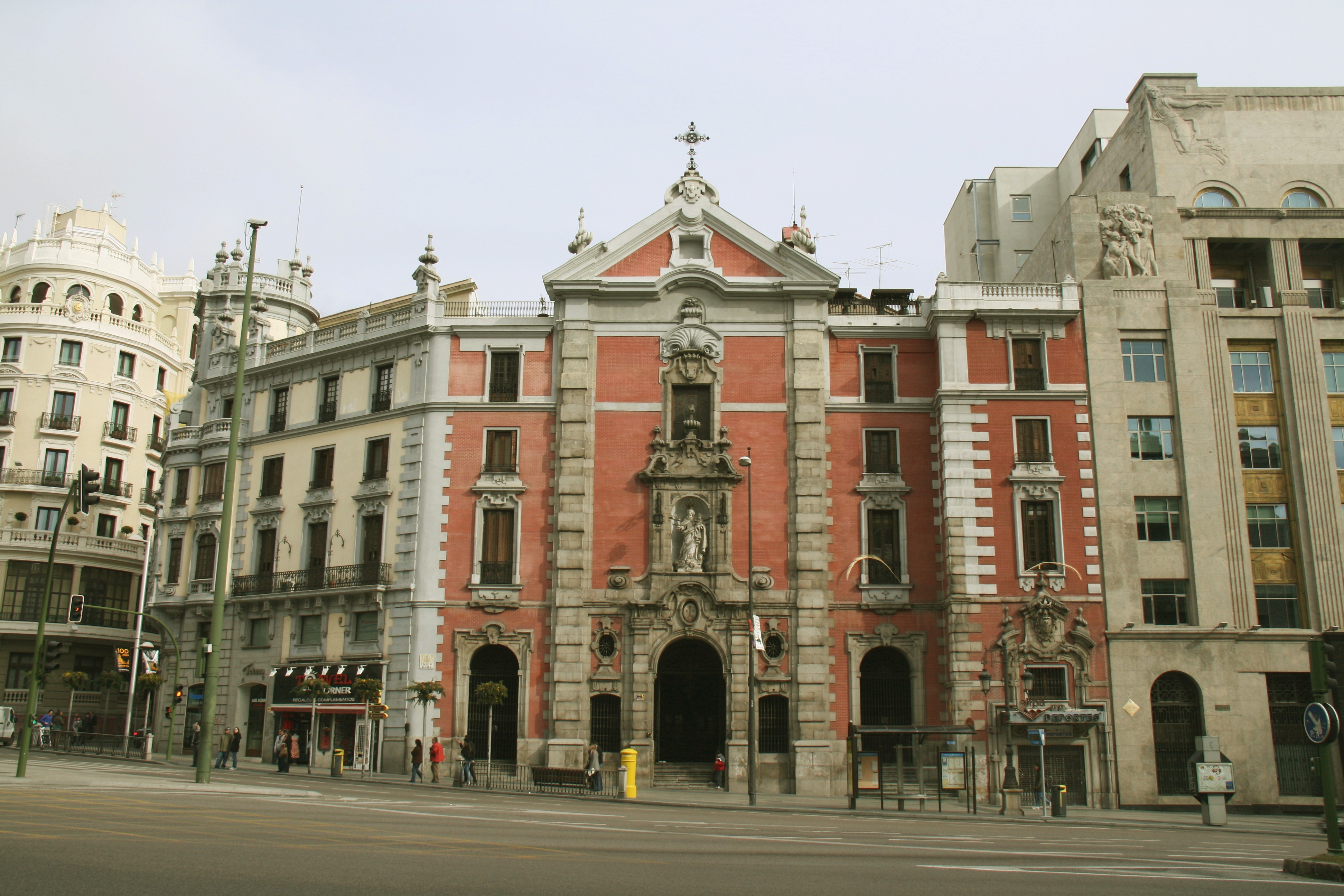
La Gran Vía de Madrid se trazó a finales del siglo XIX derribando casas antiguas del centro de Madrid; fue objeto de ironías populares que la primera en derribarse fuera la "casa del cura" de la Iglesia de San José (a la derecha del edificio).

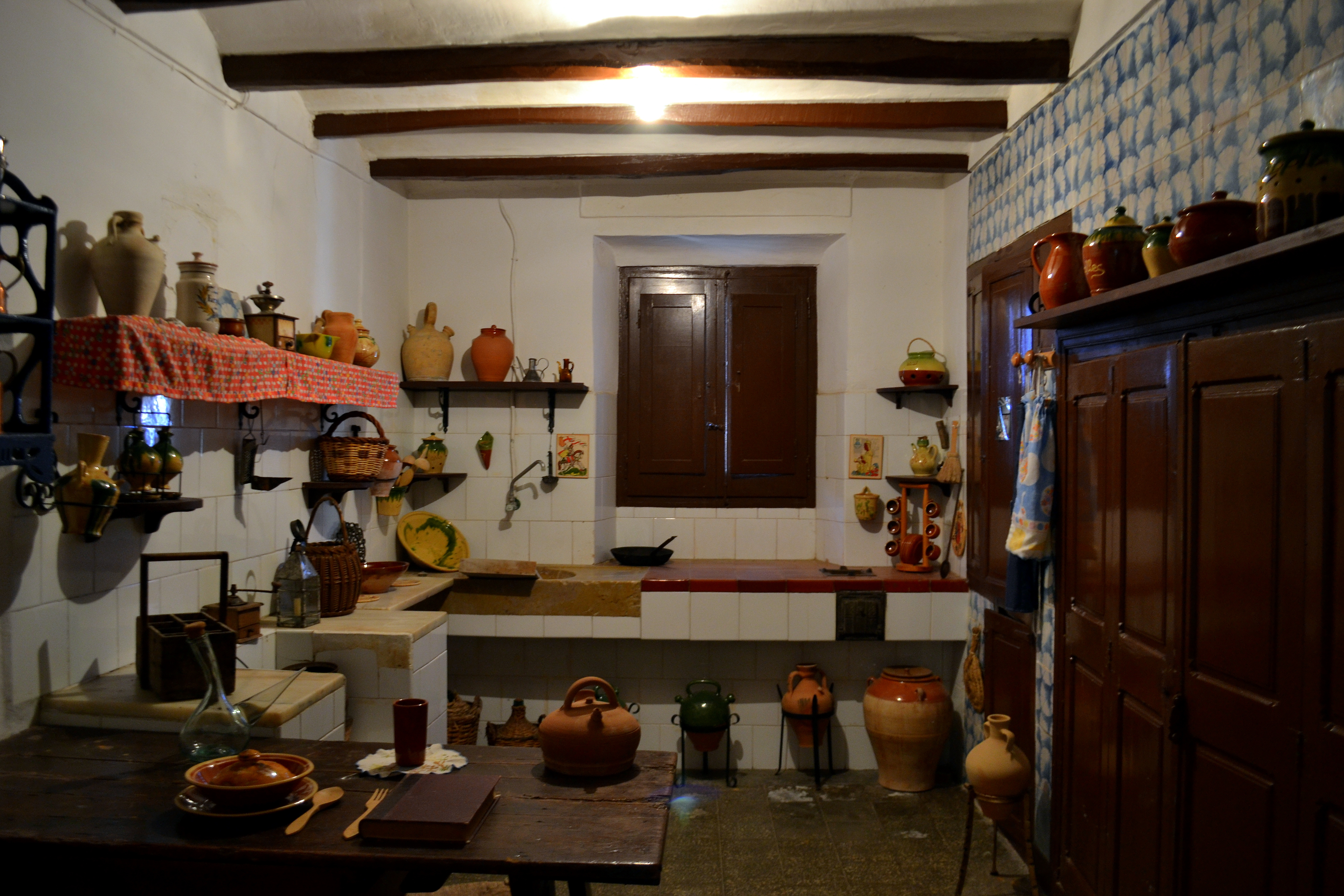
Cocina de la casa rectoral de Sant Jaume dels Domenys, musealizada.

Casa parroquial, casa del cura, casa rectoral o rectoría son denominaciones, propias del catolicismo, pero con equivalentes en la mayor parte de las confesiones cristianas, que se aplican a la casa donde reside de un cura párroco o un clérigo equivalente. Para jerarquías superiores, si es un obispo se denomina palacio episcopal (Napoleón llamó a la Residenz de Wurzburgo "la casa de cura más grande de Europa"), si es de un deán o canónigo "casa del deán" o "del canónigo" (deanery o canon house en lengua inglesa, canonica en lengua italiana). En lengua francesa, se denominan presbytère ("casa del presbítero", no debe confundirse con presbiterio, una parte de la iglesia). También sirven para fines administrativos (vicaría).
Son habitualmente propiedad de las iglesias, que se responsabilizan de su mantenimiento a cargo de sus rentas, o de los pueblos, que las ponen a su servicio (lo que a veces ocasiona conflictos); y se dedican a vivienda de los sacerdotes que prestan su servicio en la parroquia a la que corresponden, y mientras no son trasladados a otra, puesto que se considera conveniente que vivan en el lugar donde han de ejercer el sacerdocio. En confesiones que permiten el matrimonio de los sacerdotes, son casas familiares, donde vive el párroco con su familia. Normalmente se encuentran próximas al edificio de la iglesia a la que pertenecen. Su antigüedad puede hacer que tengan interés histórico.
En el Reino Unido, la Alfriston Clergy House (siglo XIV) fue la primera propiedad adquirida por el National Trust for Places of Historic Interest or Natural Beauty. Se compró por 10 libras en un estado cercano a la ruina en 1896, cuando ya el vicariato ocupaba otro lugar. Muchas han sido vendidas debido a la mayor comodidad que supone ocupar casas más pequeñas. En Inglaterra Old Vicarage u Old Rectory, y en Escocia Old Manse, son denominaciones muy comunes para propiedades que en la actualidad ocupan familias de clase media-alta o sedes de negocios.
La denominación en la iglesia anglicana es vicarage (más informalmente parsonage o rectory); en la presbiteriana escocesa, metodista e iglesias no-conformistas británicas, es manse; en las iglesias baptistas del sur de Estados Unidos es pastorium; en las iglesias luteranas es parsonage.

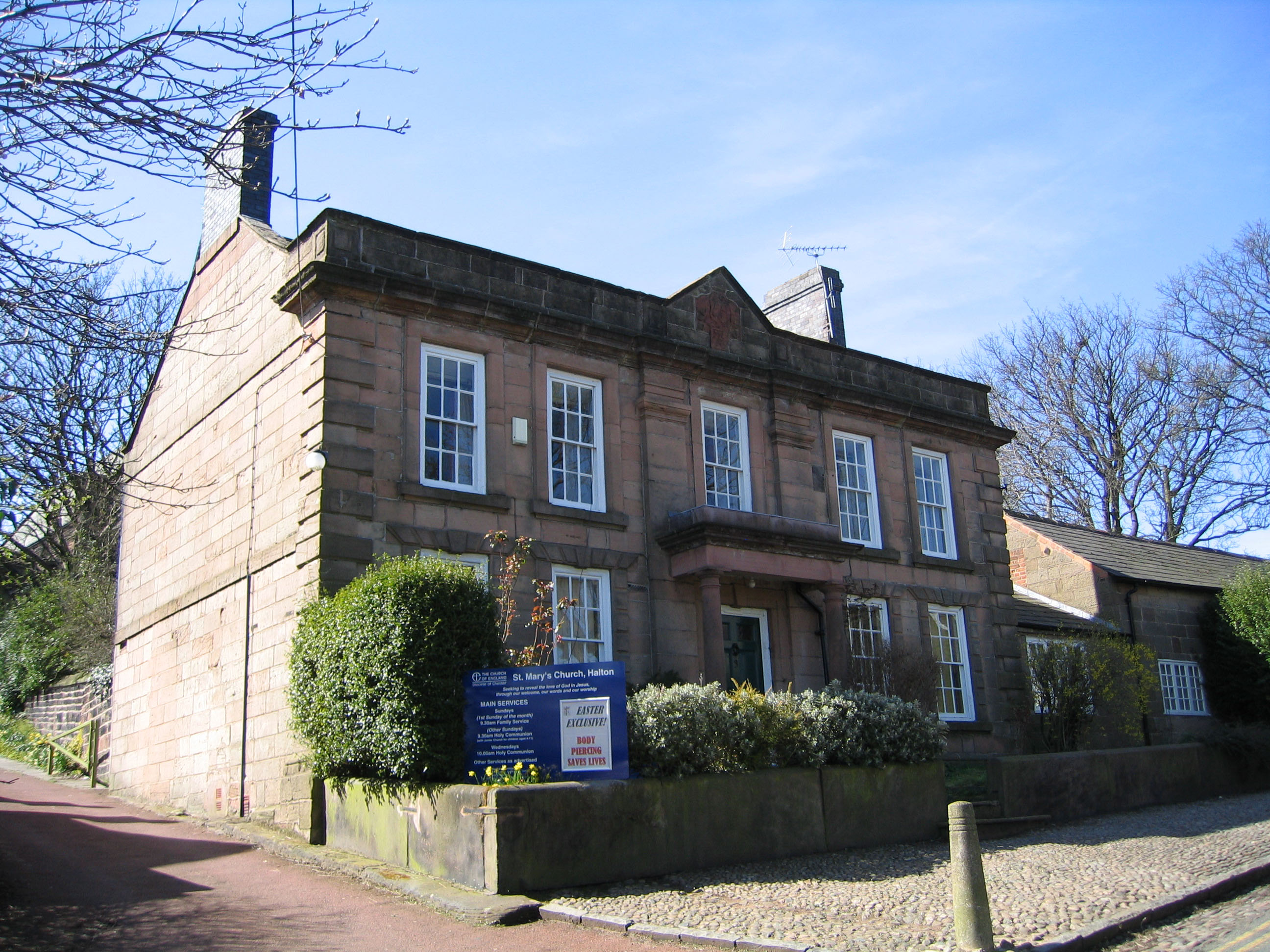
Halton Vicarage (Inglaterra) en uso desde 1739.
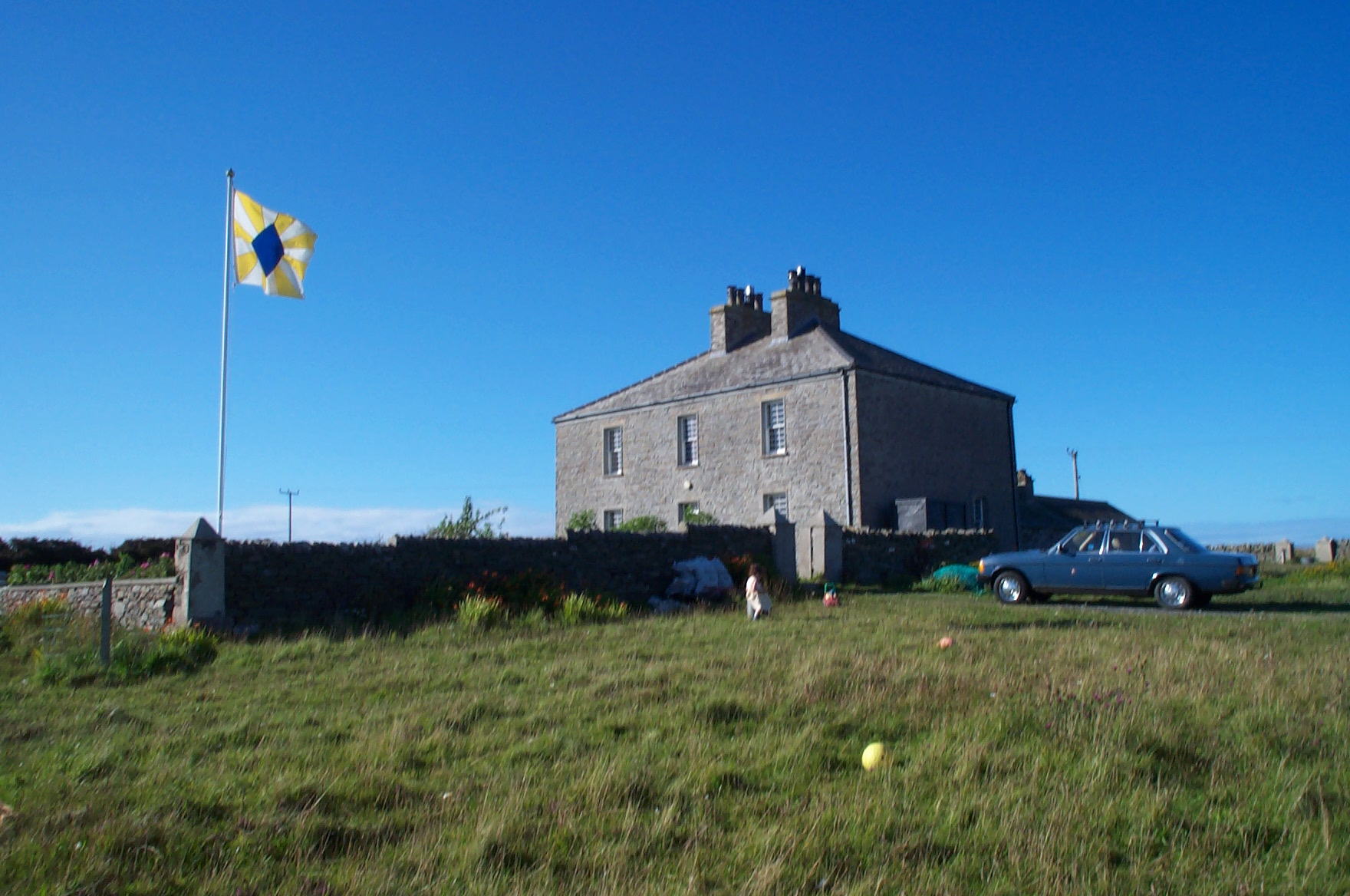
The West Manse, Sanday (Escocia).
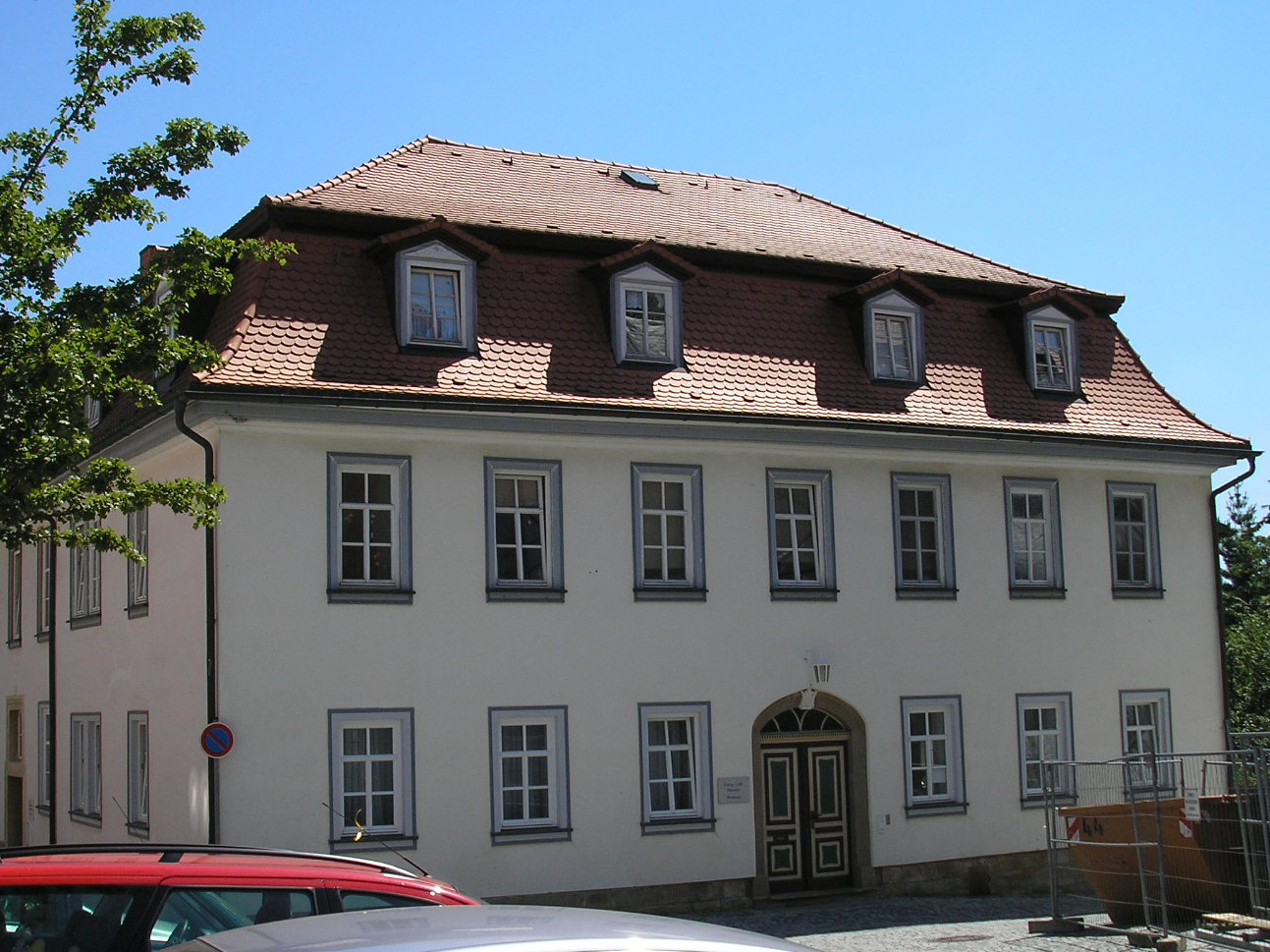
Rectoría en Turingia (Alemania).
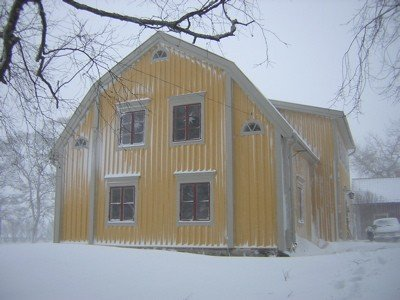
Rectoría de Valö (Suecia).
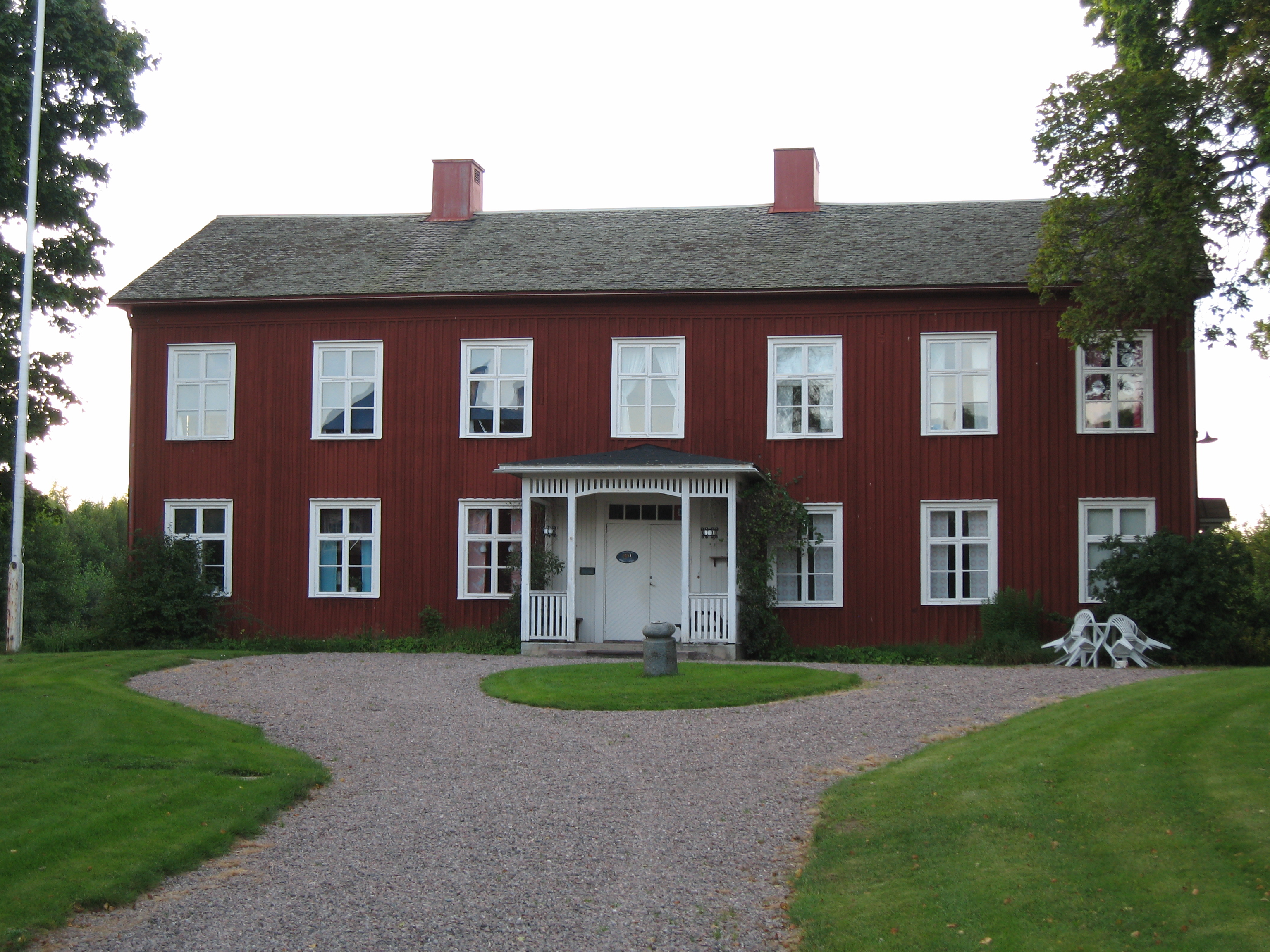
Rectoría de Edsleskog (Suecia).
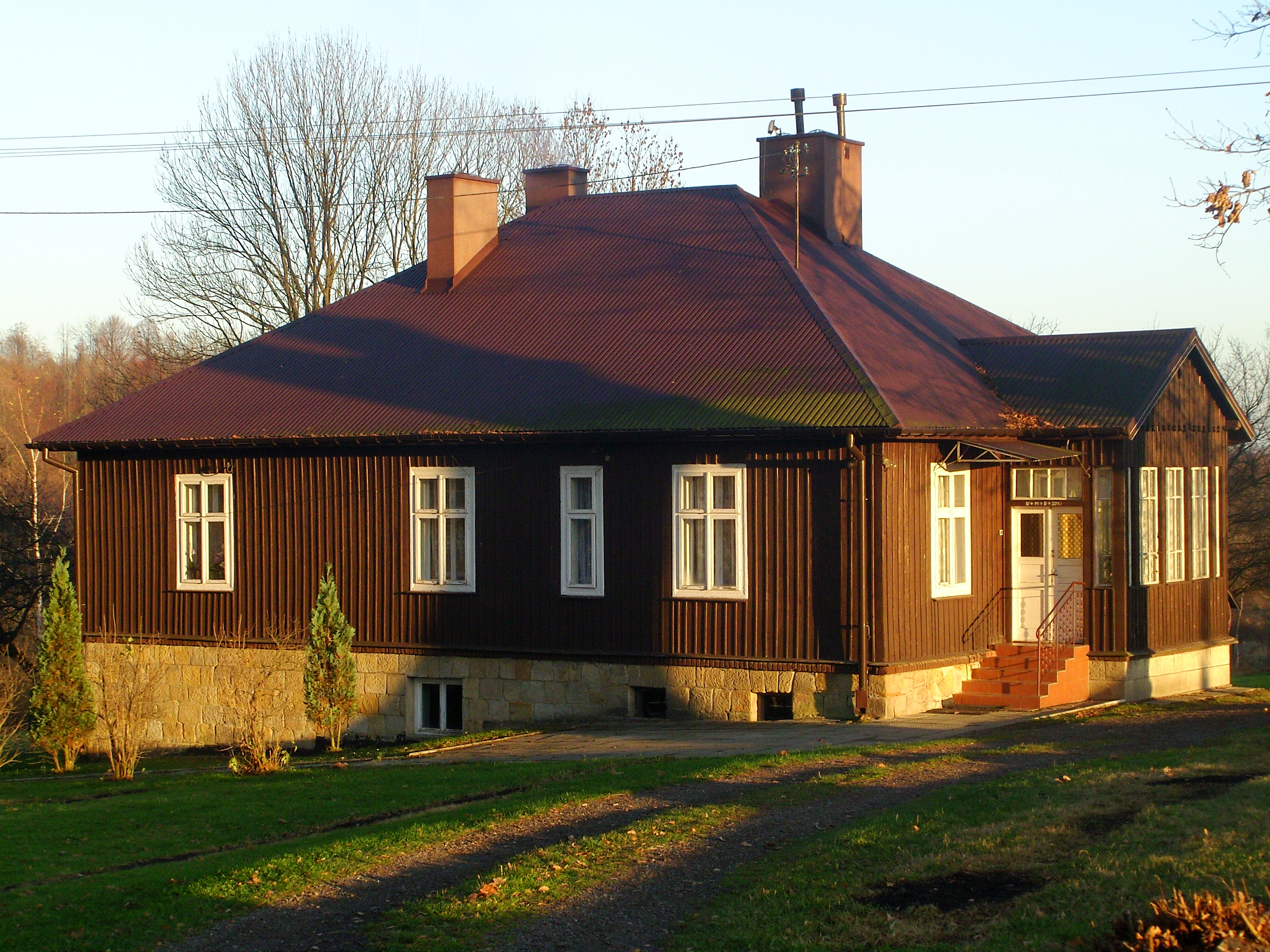
Rectoría de Bączal Dolny (Polonia), 1923.
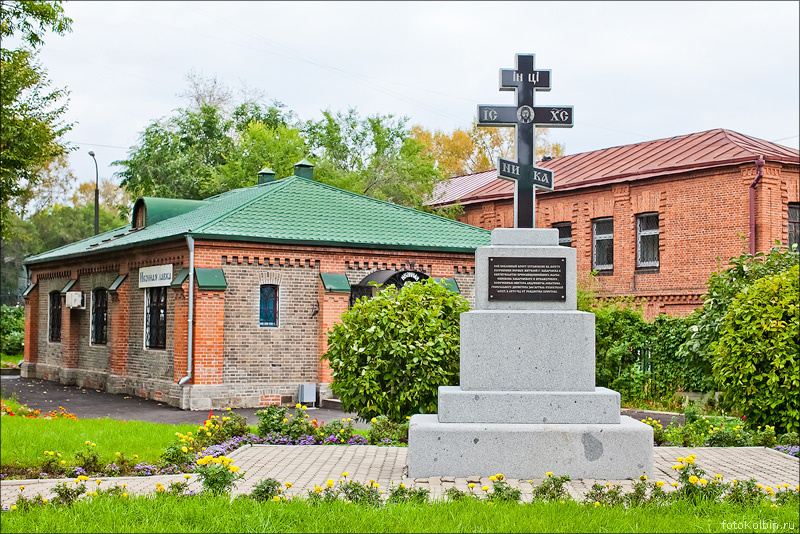
Casa rectoral de los Santos Inocentes de Blagoveshchensk (Rusia).
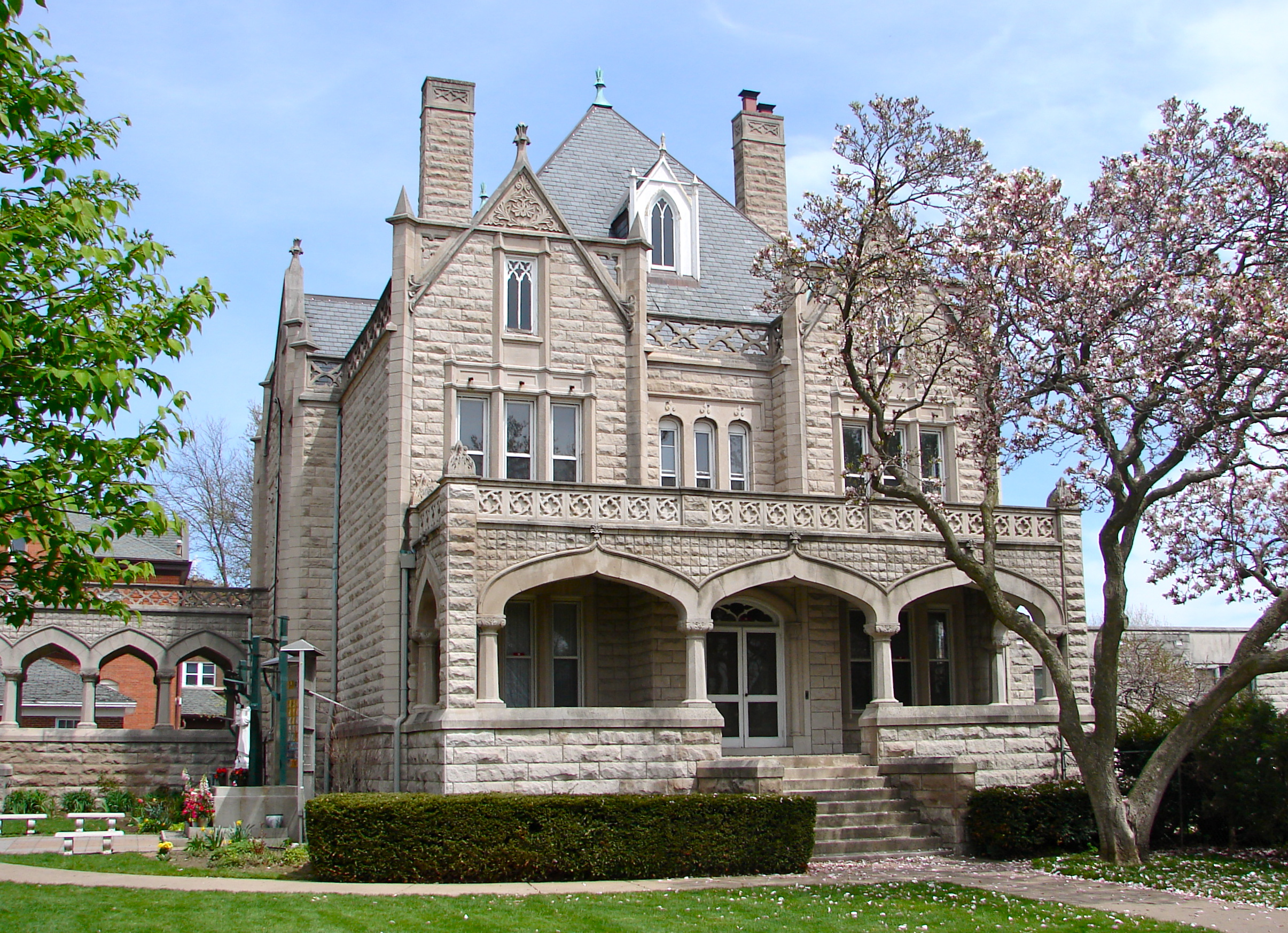
Rectoría de la Catedral del Sagrado Corazón de Davenport (Iowa, Estados Unidos).
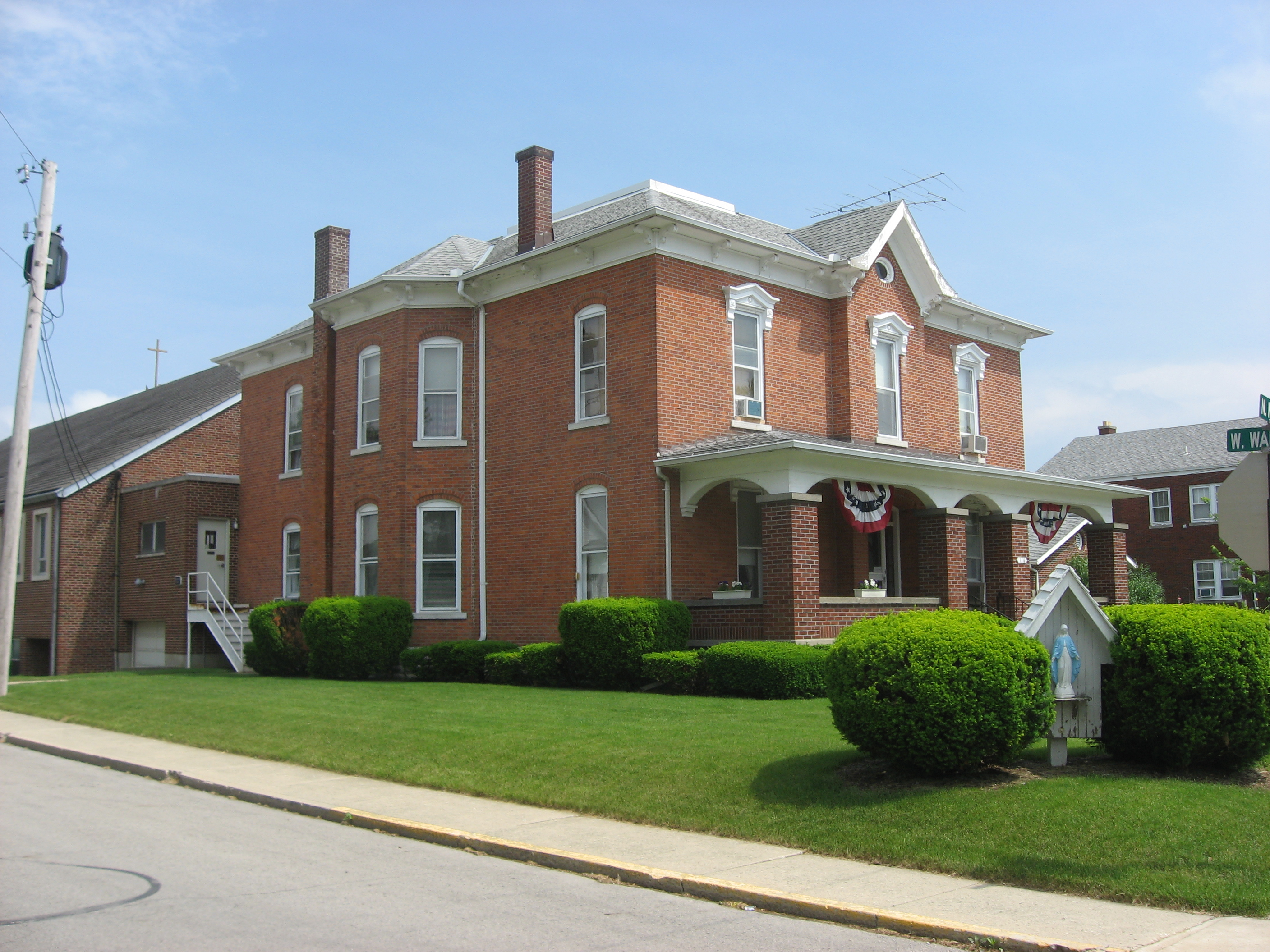
Rectoría católica en Ohio (Estados Unidos), 1887.
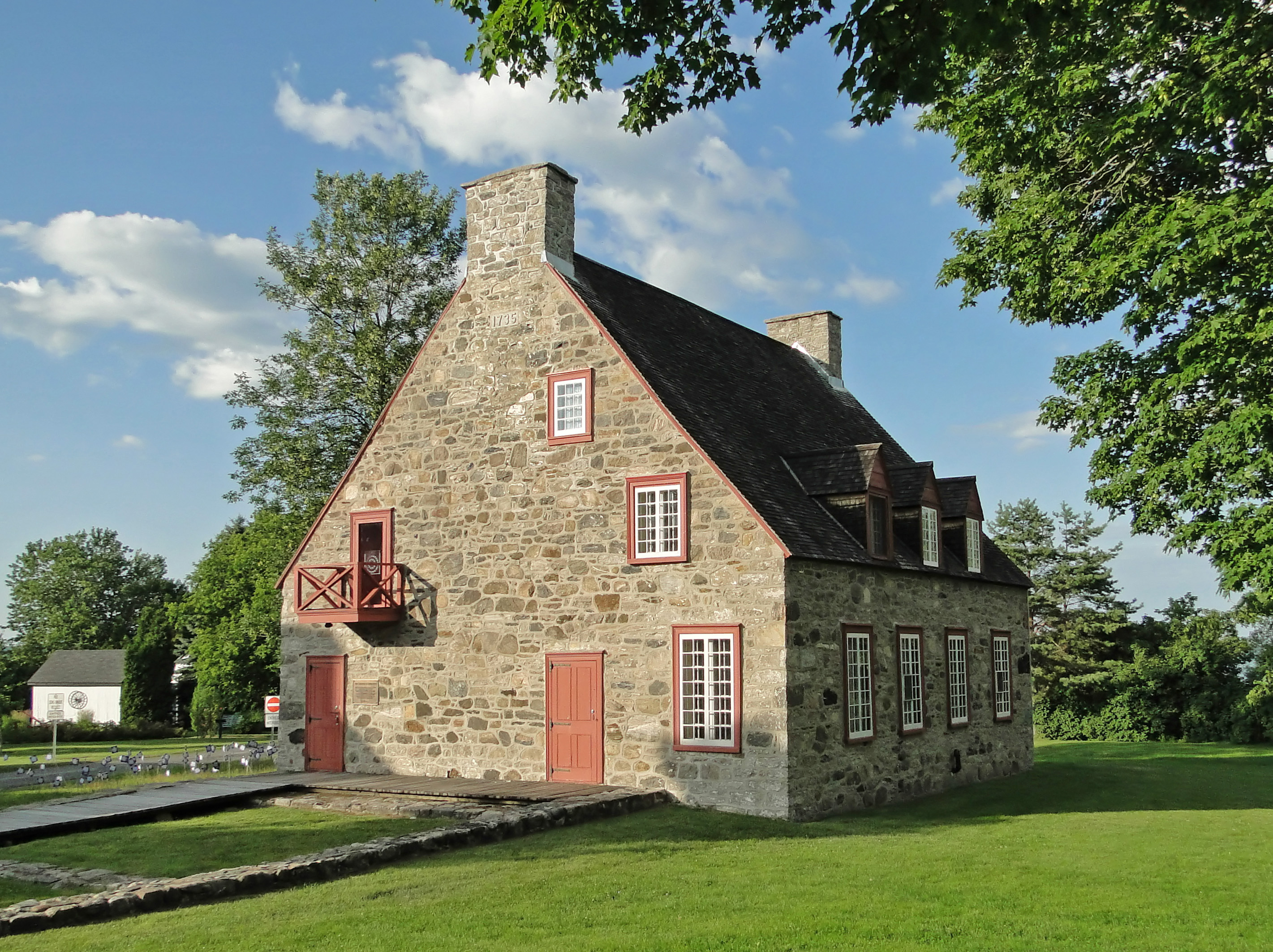
Antigua rectoría de Deschambault (Canadá), 1815-1818.
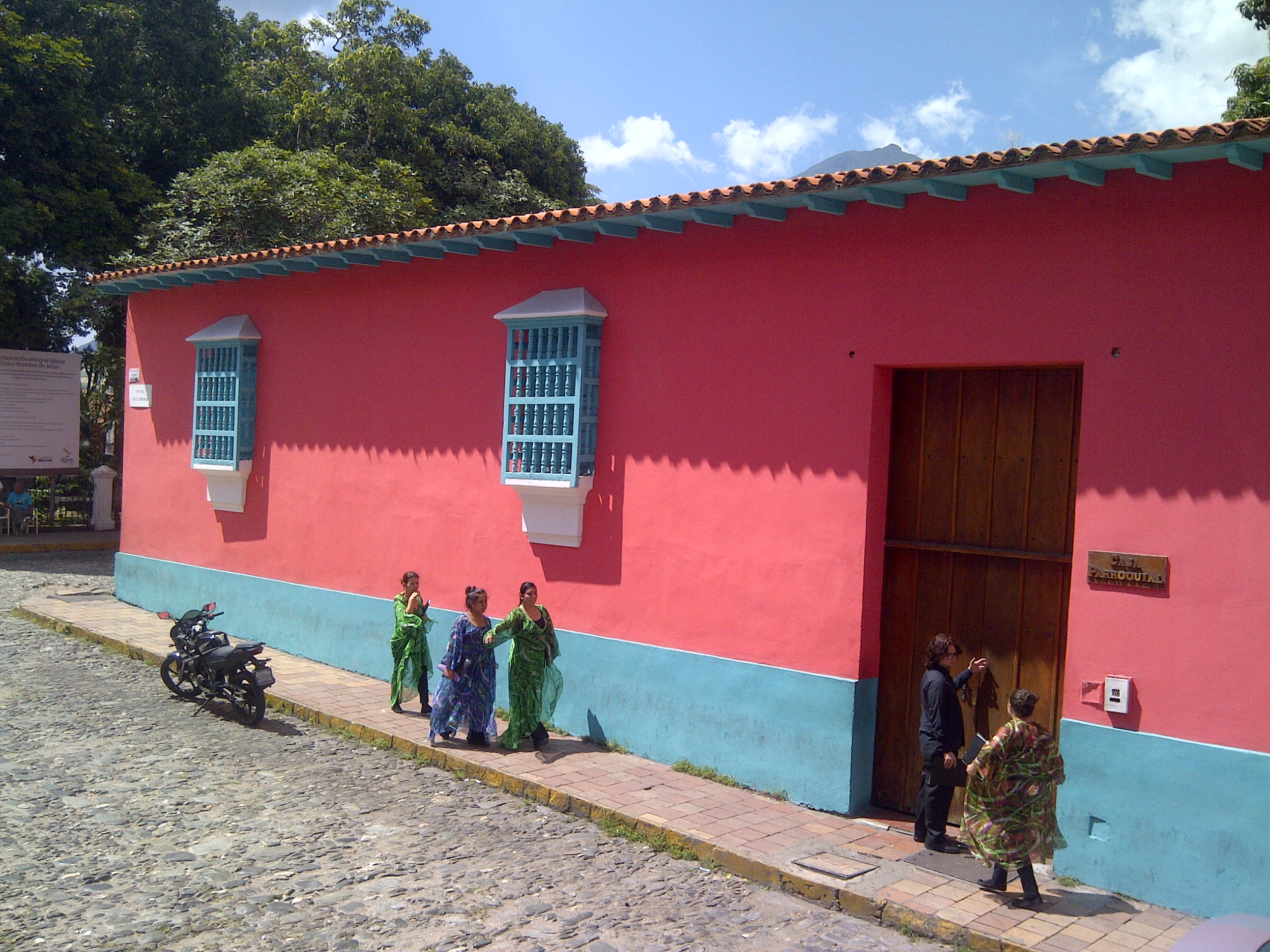
Casa parroquial de Petare (Venezuela).
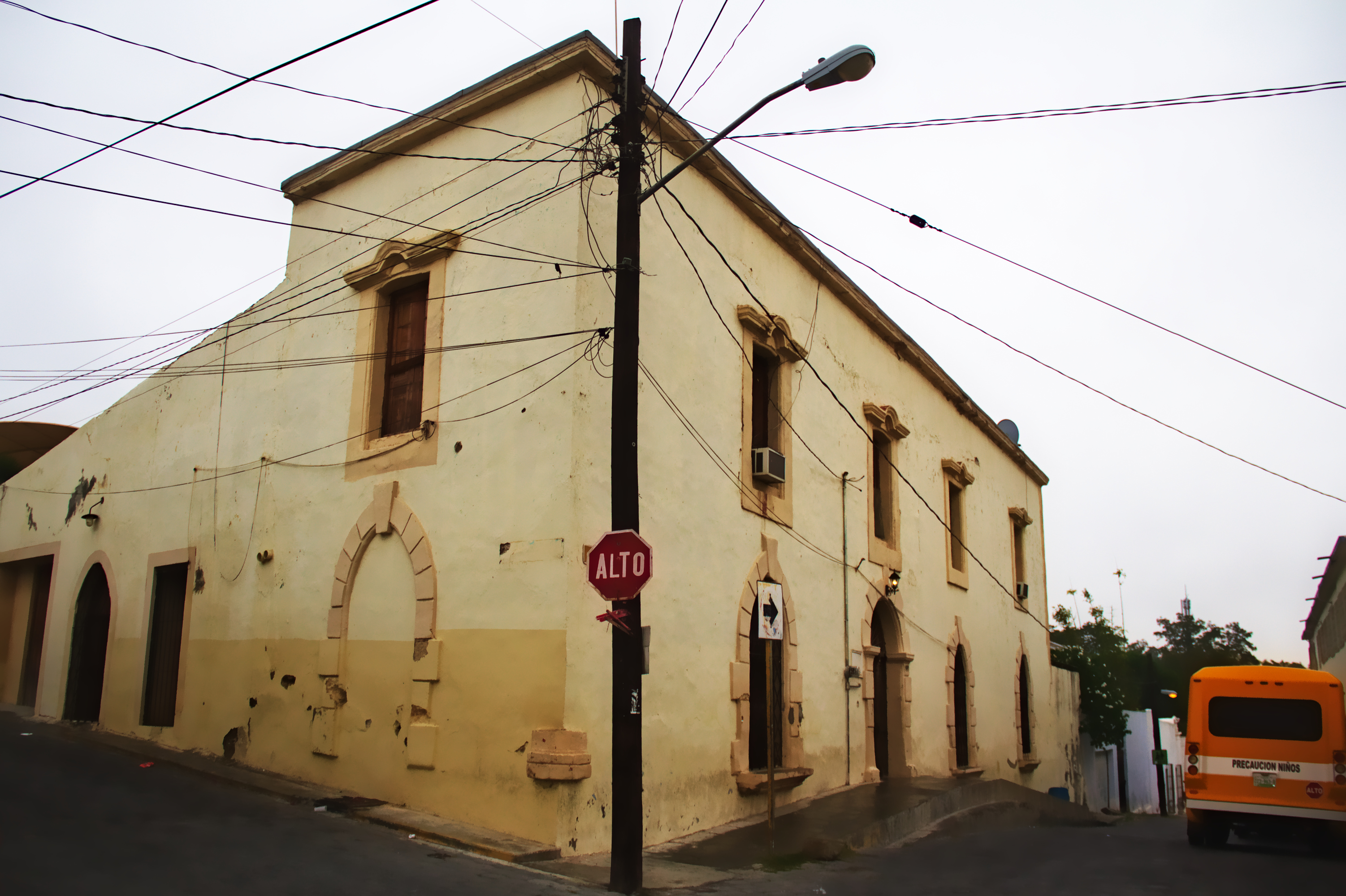
Casa parroquial en Nuevo León (México).
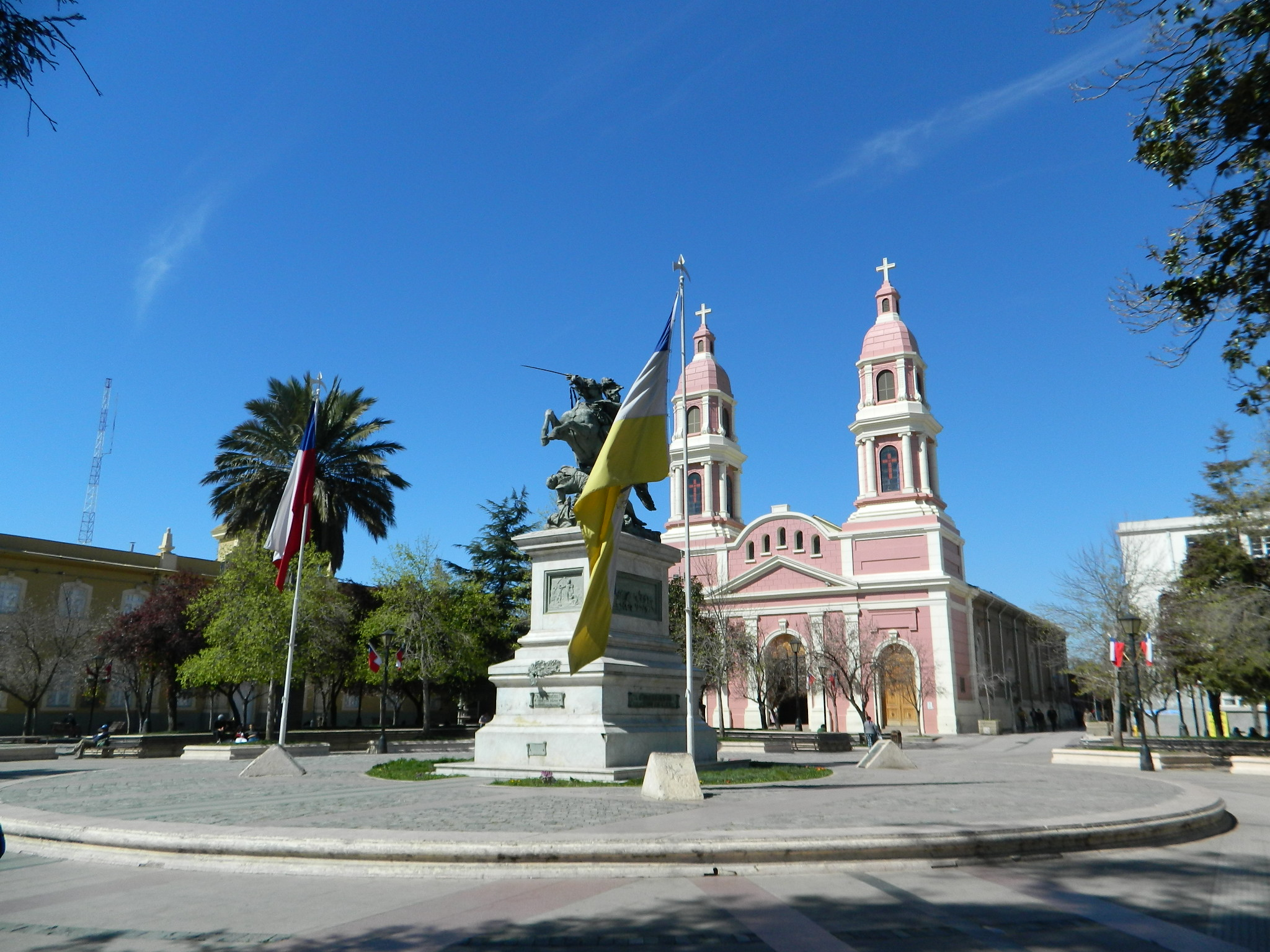
Plaza de los Héroes de Rancagua (Chile), con los edificios de la Gobernación, la Casa parroquial y la Catedral.

Francia

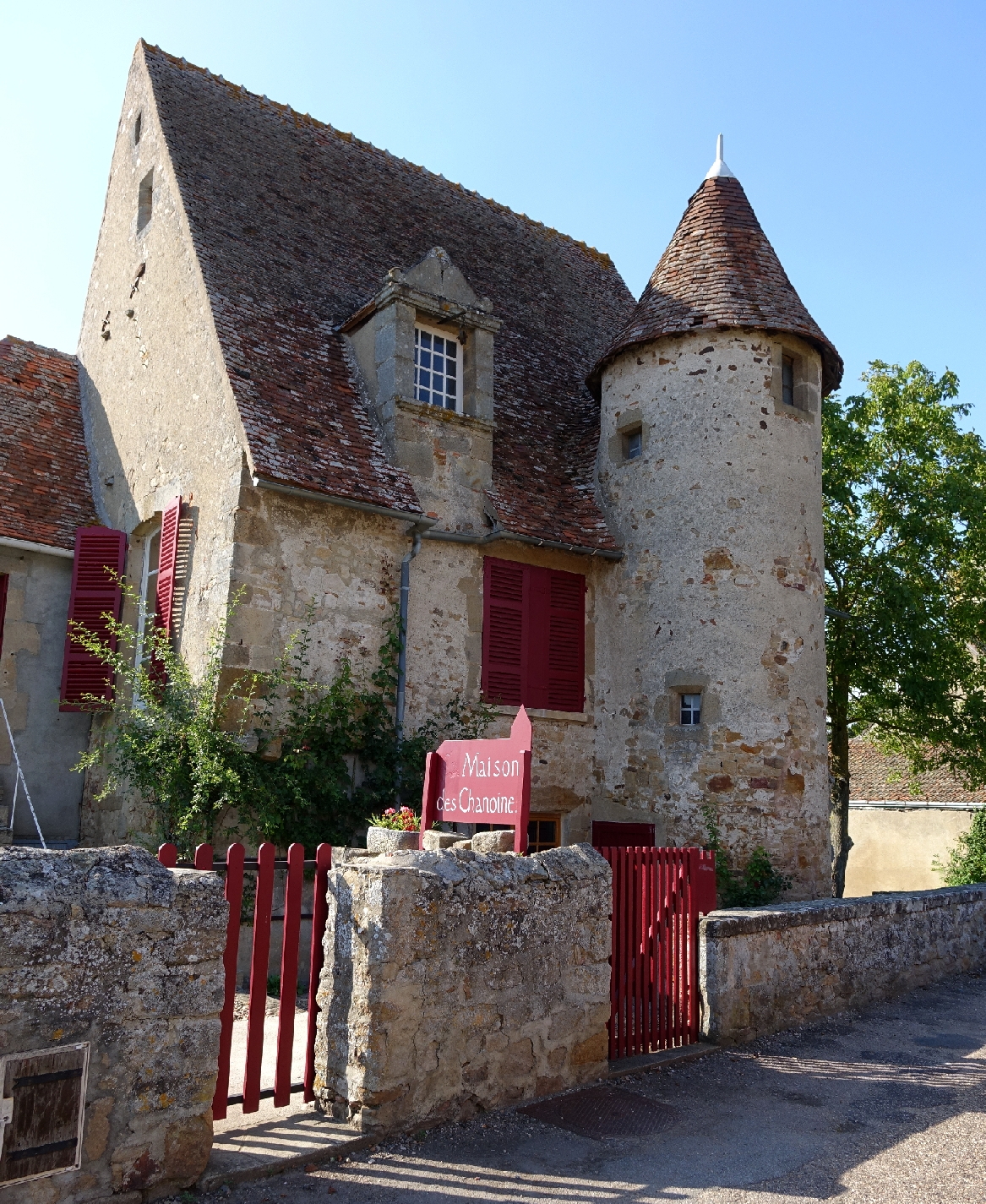
Maison du Chanoine de Bourbon-l'Archambault.
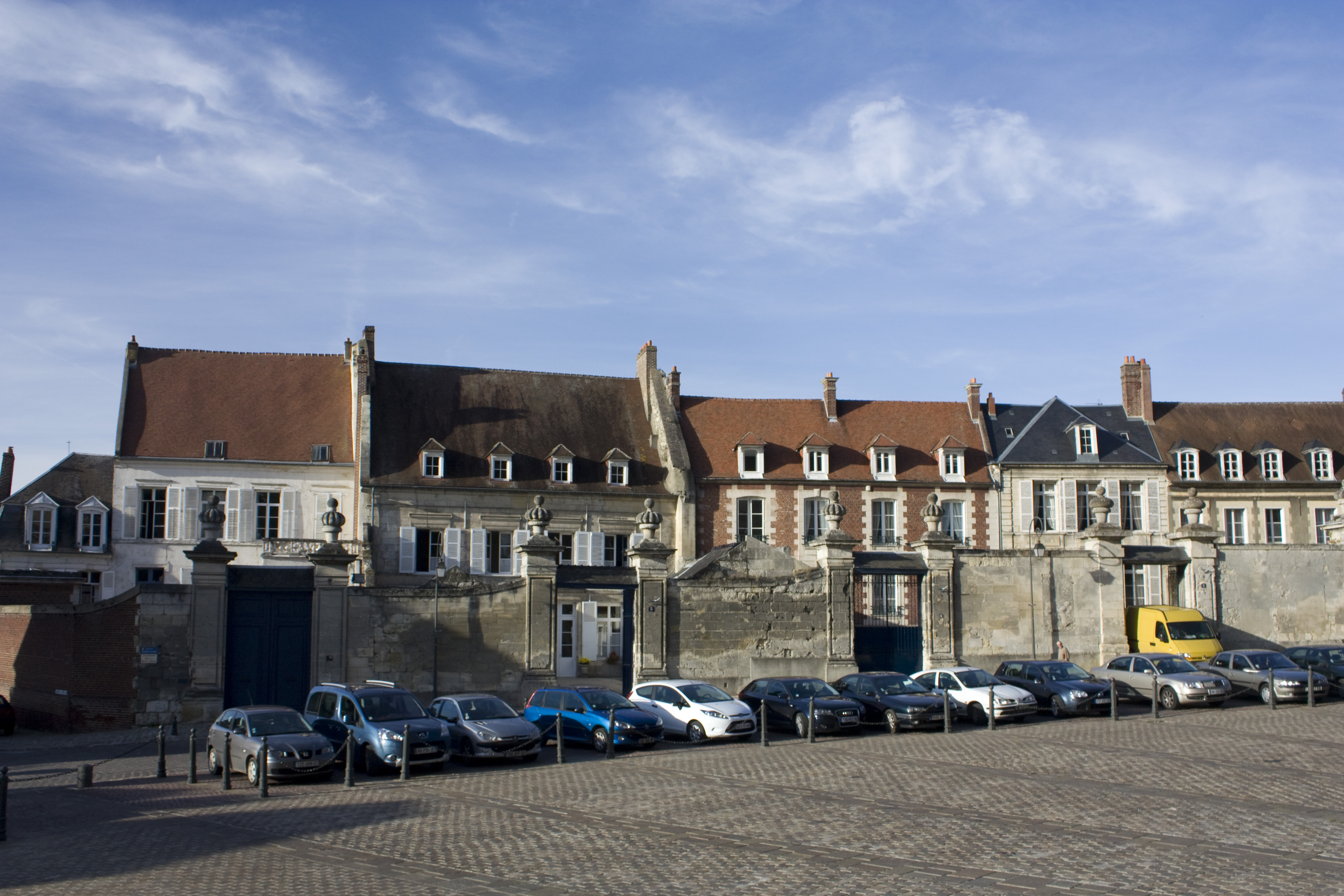
Maison des chanoines de Noyon.
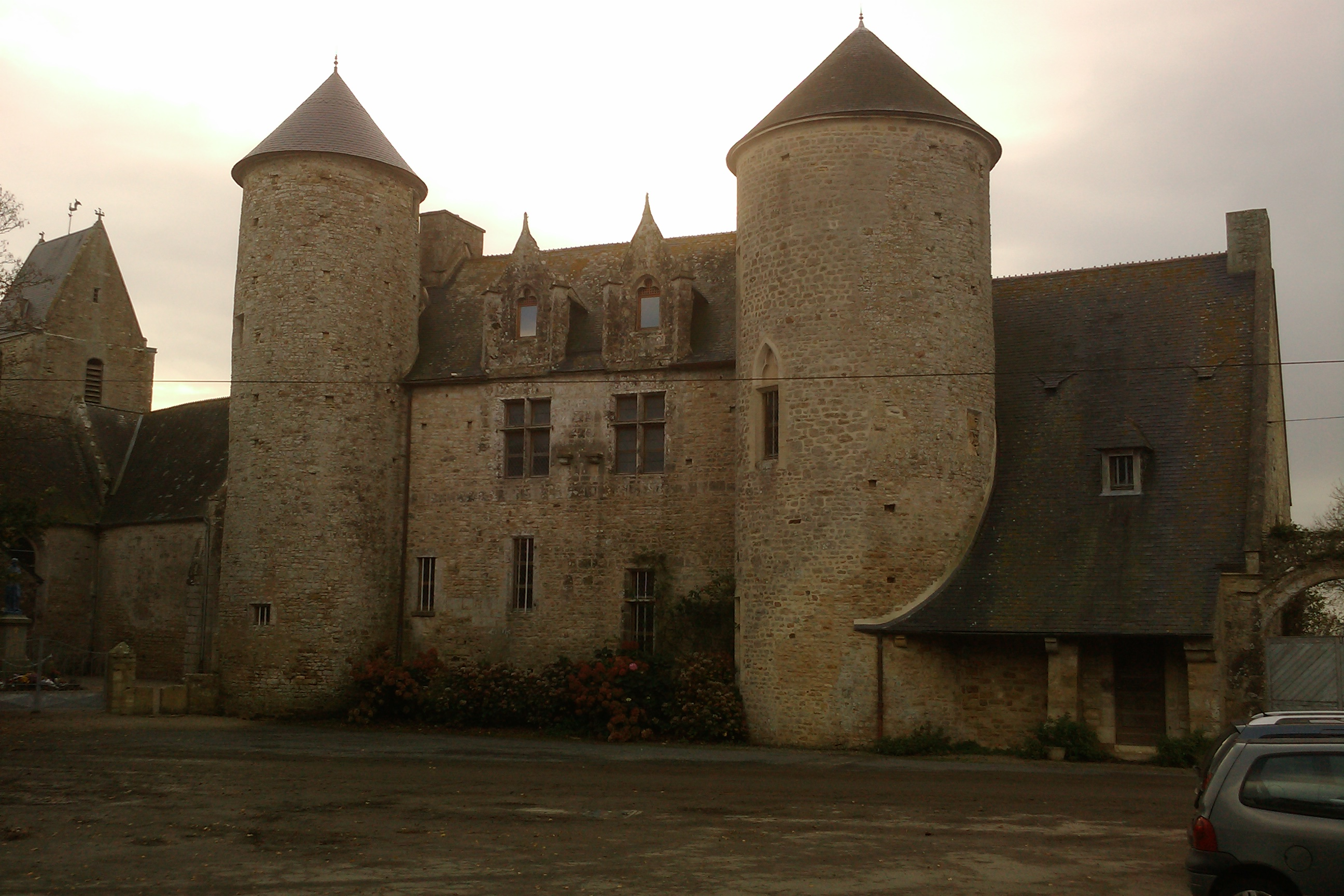
Presbytère de Étienville.
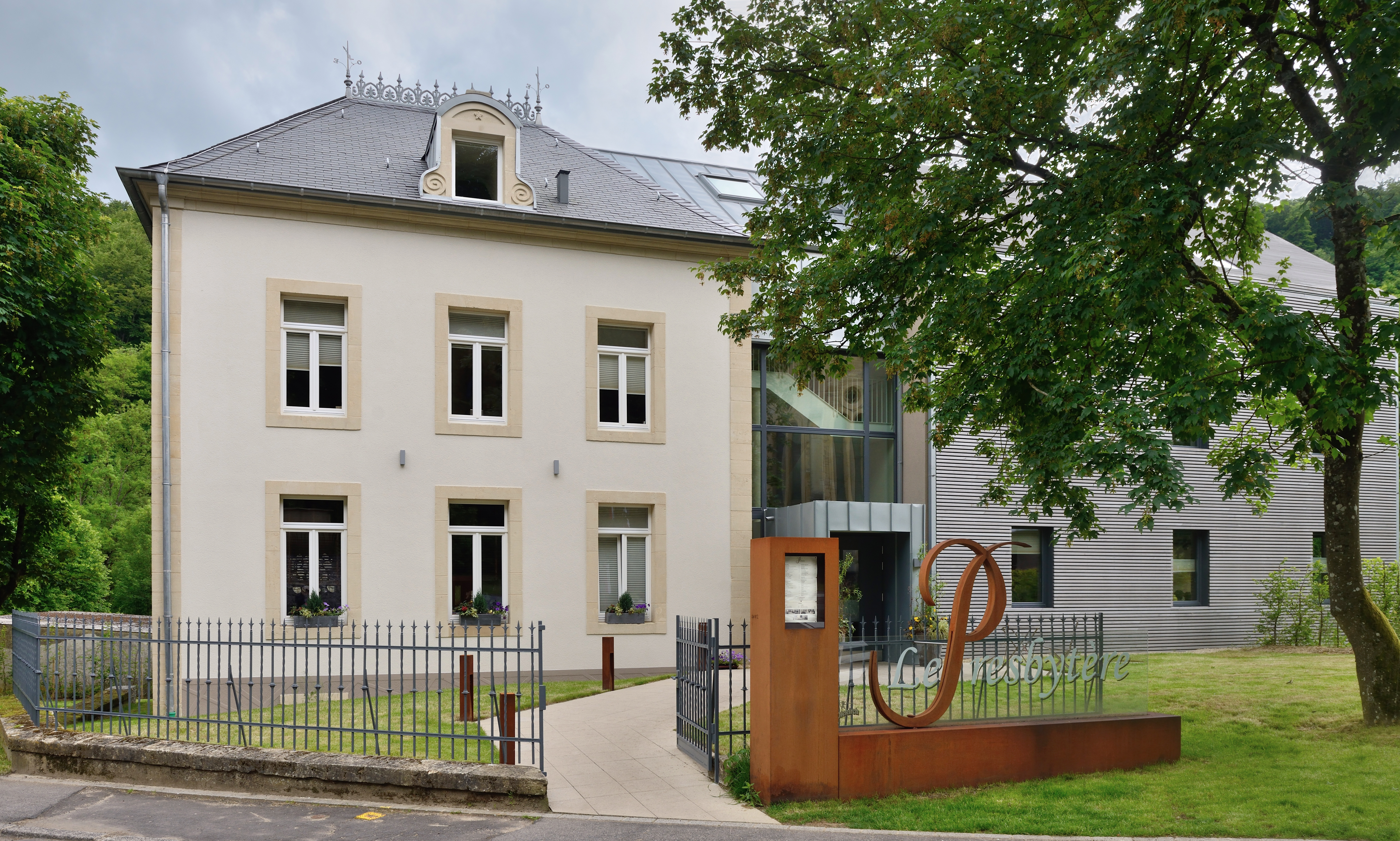
Presbytère de Lasauvage.

Canadá

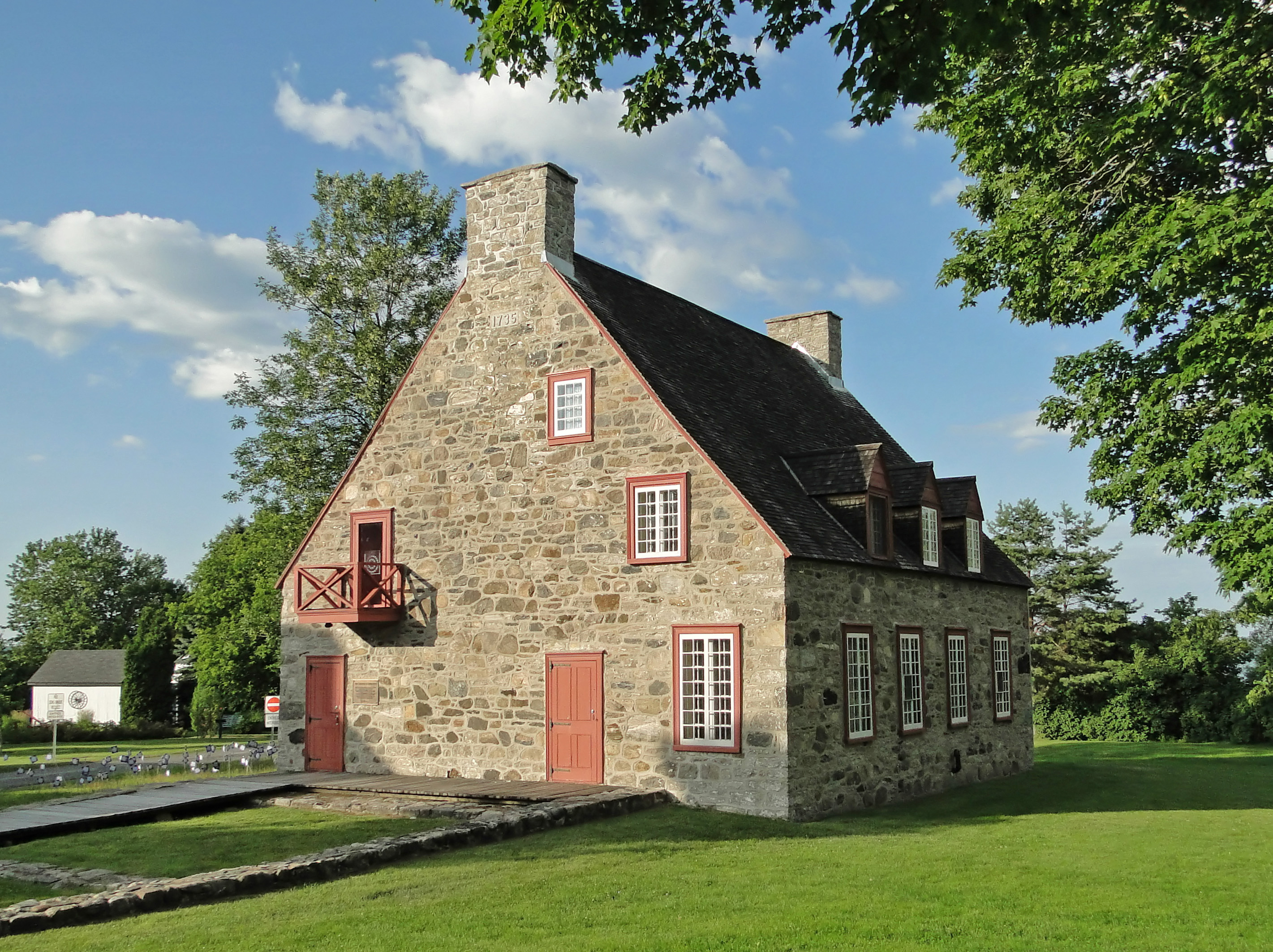
Vieux presbytère de Deschambault.

Italia

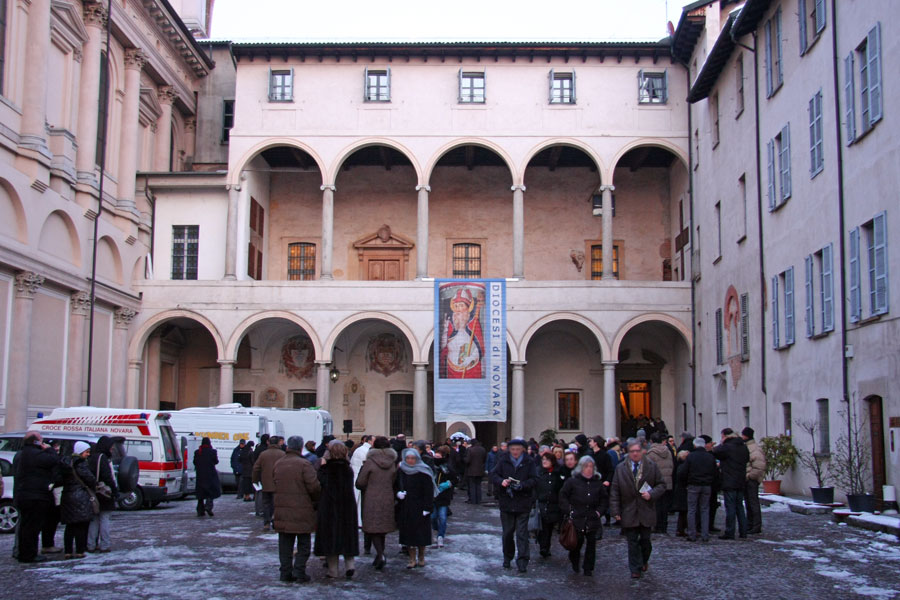
Palazzo della canonica de Novara.
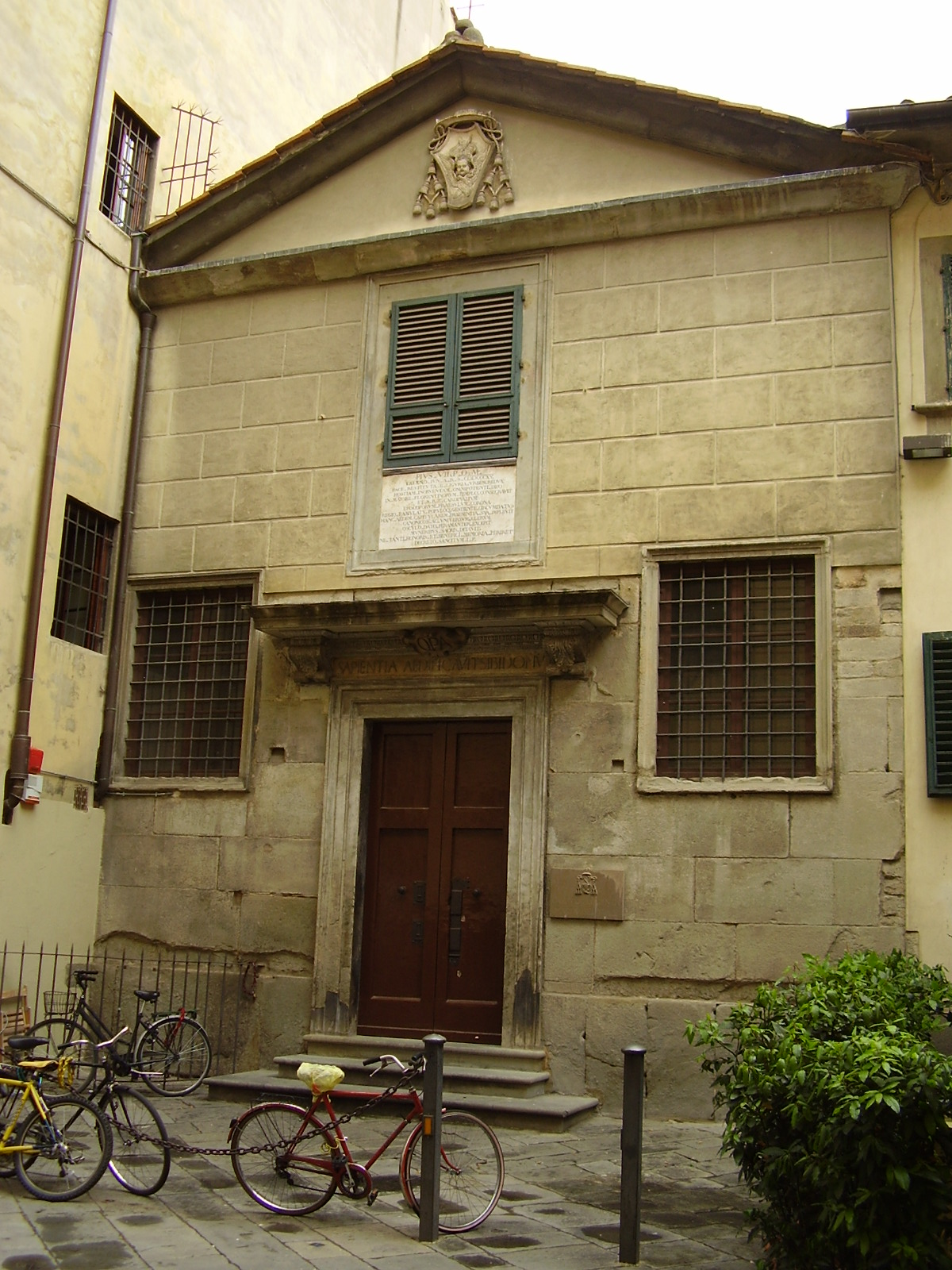
Palazzo del Capitolo dei Canonici de Florencia.
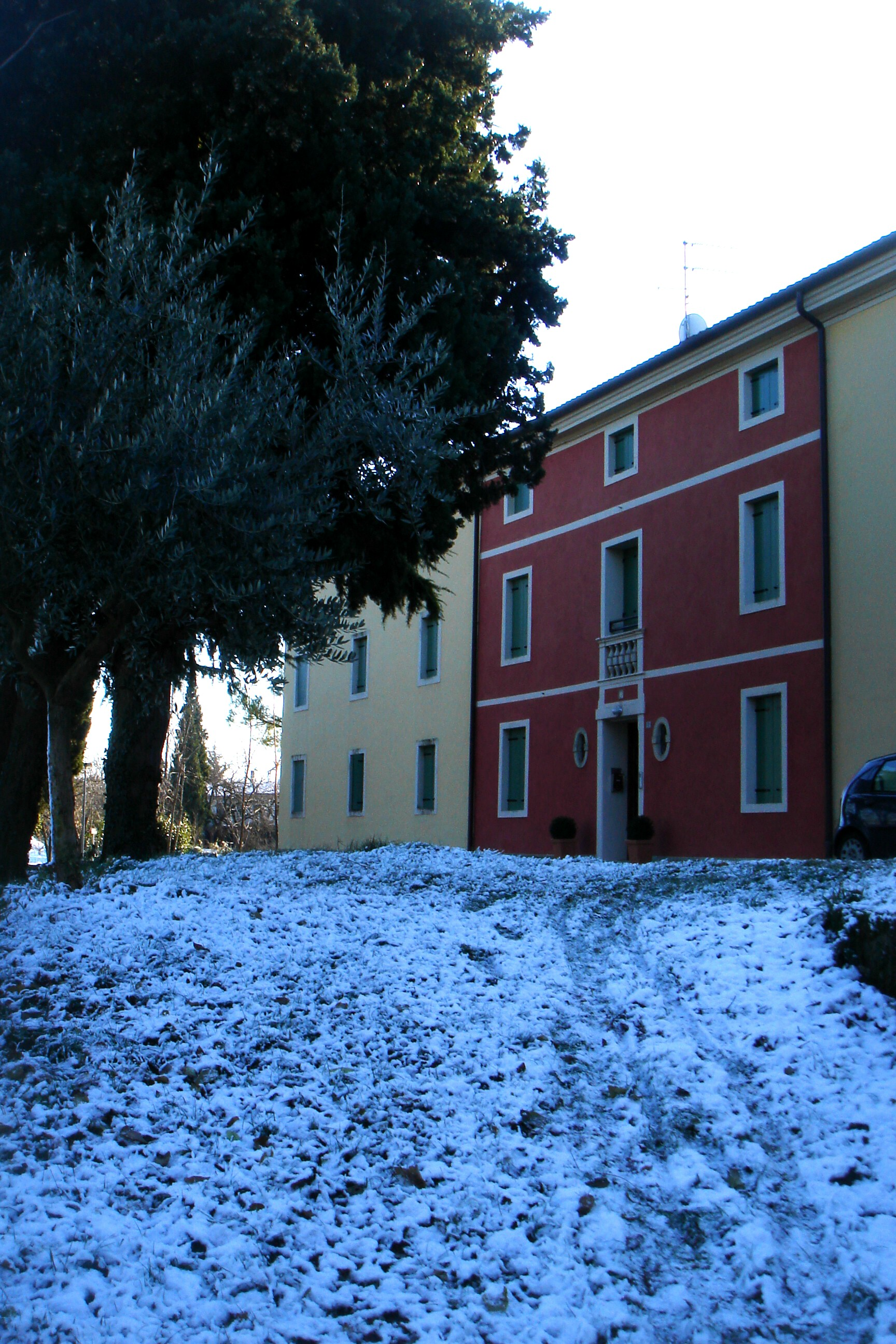
Casa canonica de Castello Roganzuolo.

España

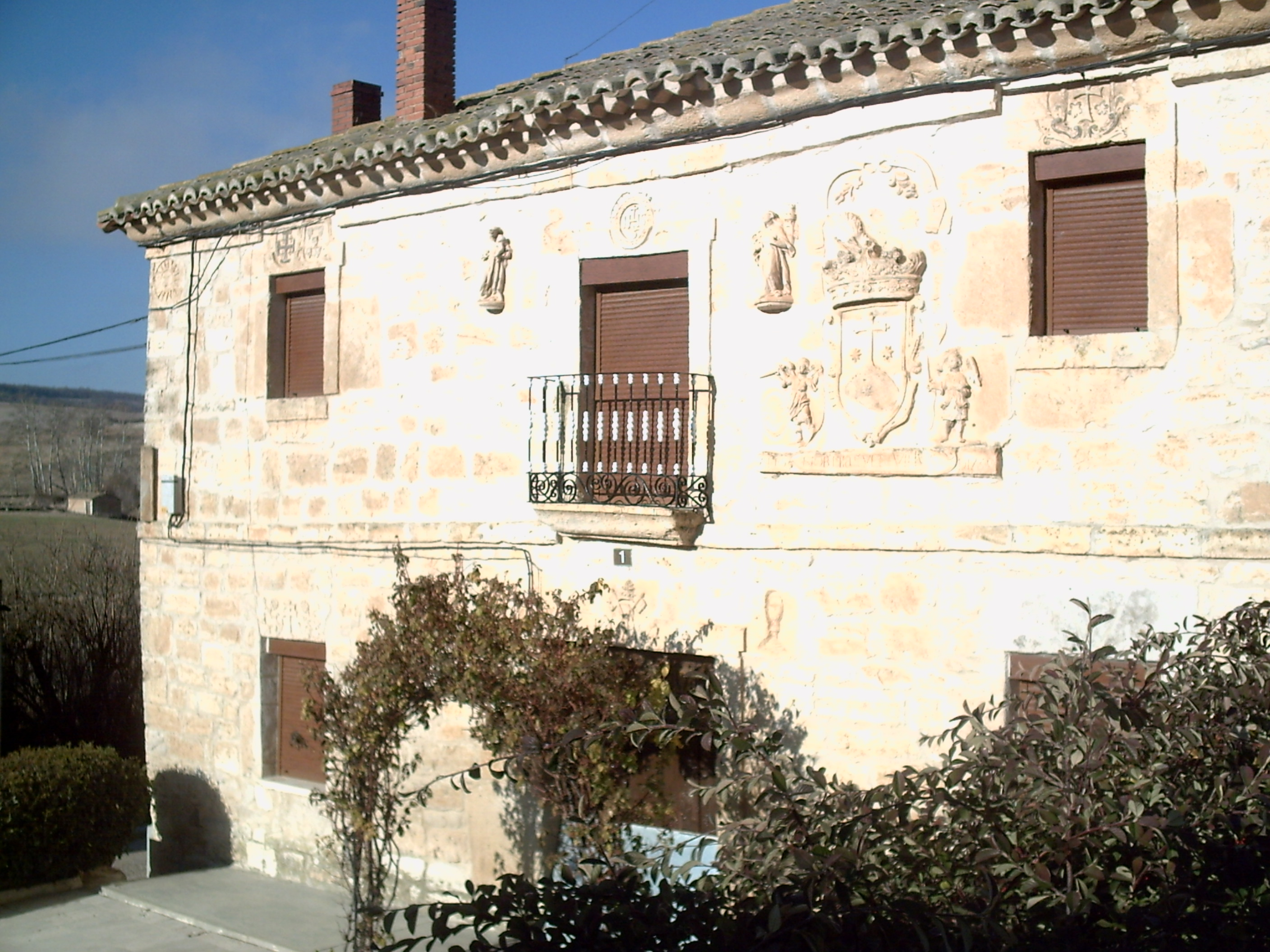
Casa parroquial de Valdecañas de Cerrato.
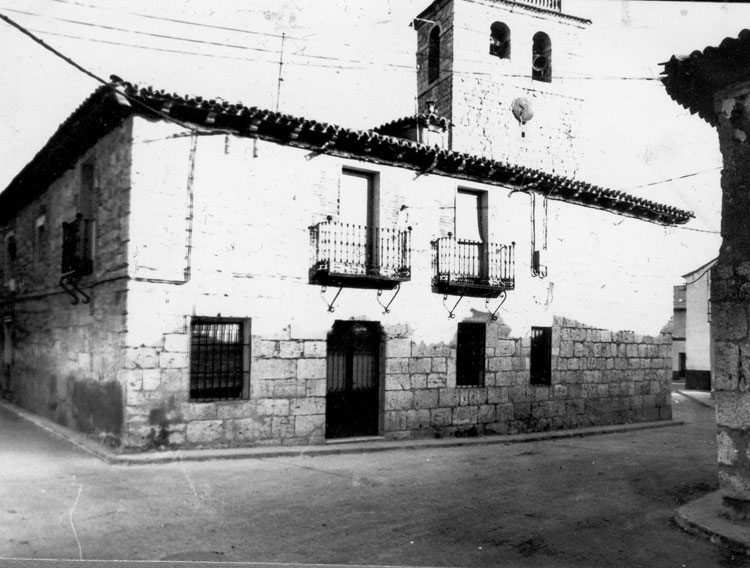
Casa parroquial de Geria.
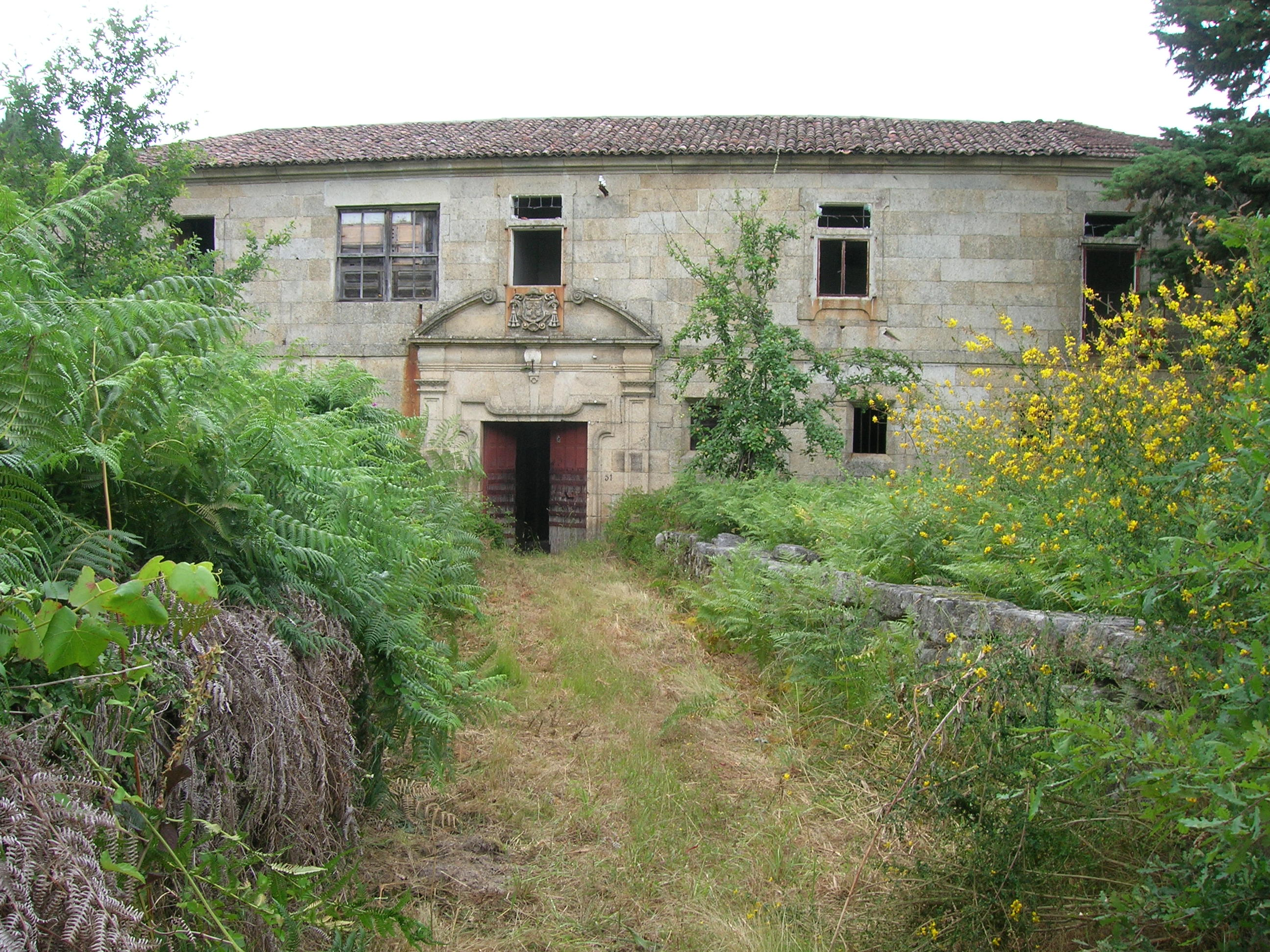
Casa rectoral de Beiro.
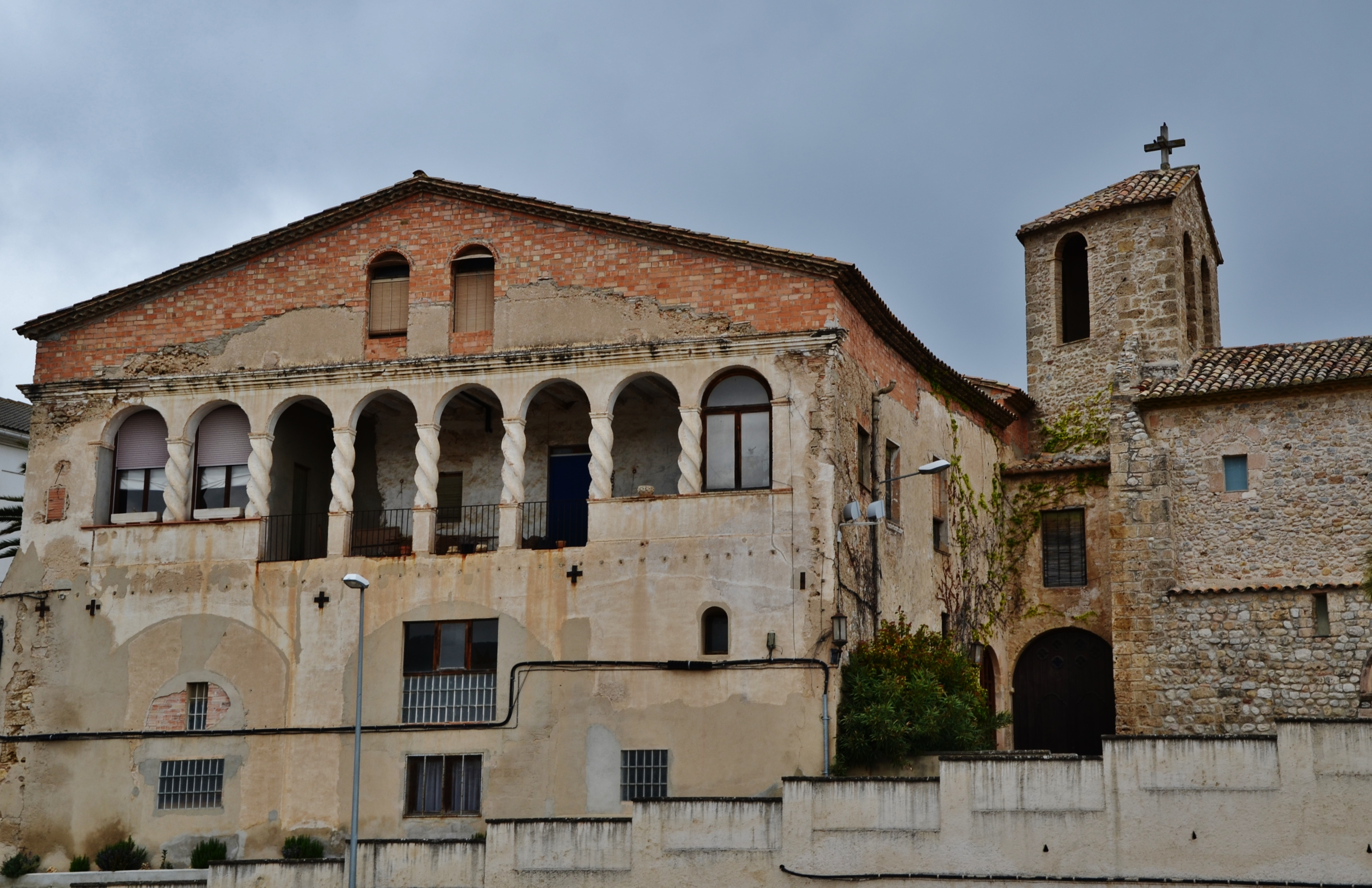
Casa rectoral de Lavit.
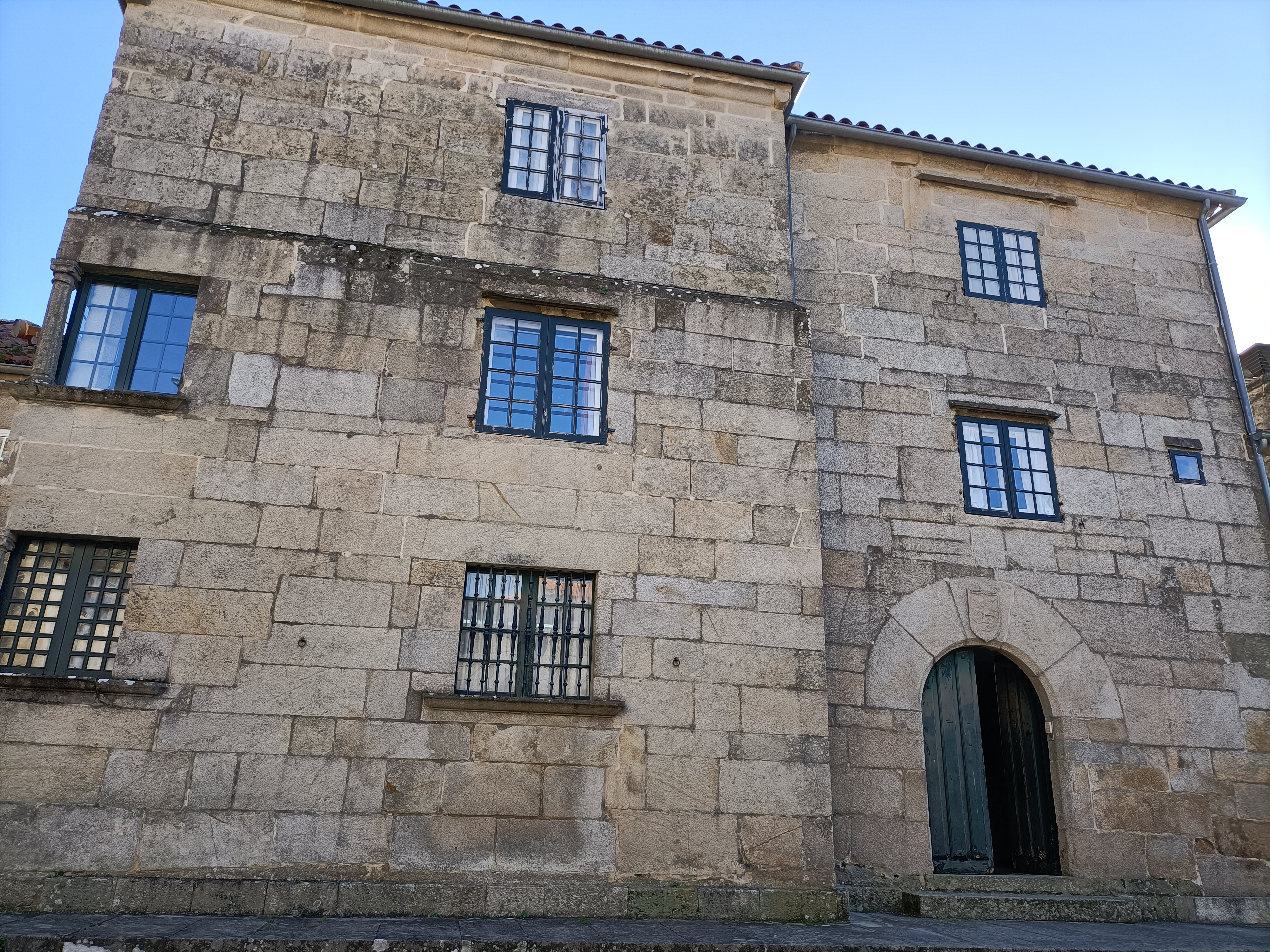
Casa rectoral de Santa María, Pontevedra.
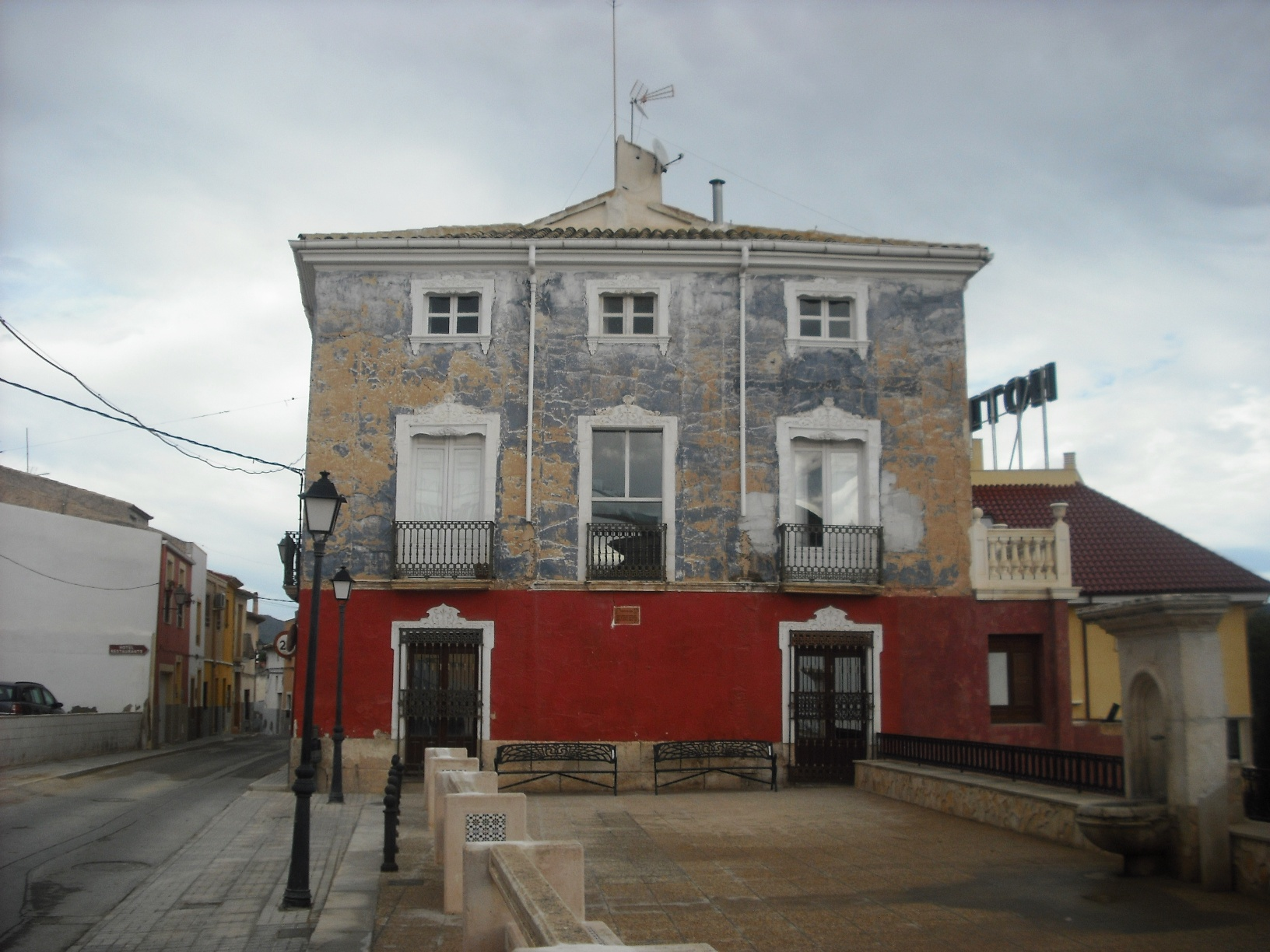
Casa del cura de Sax.
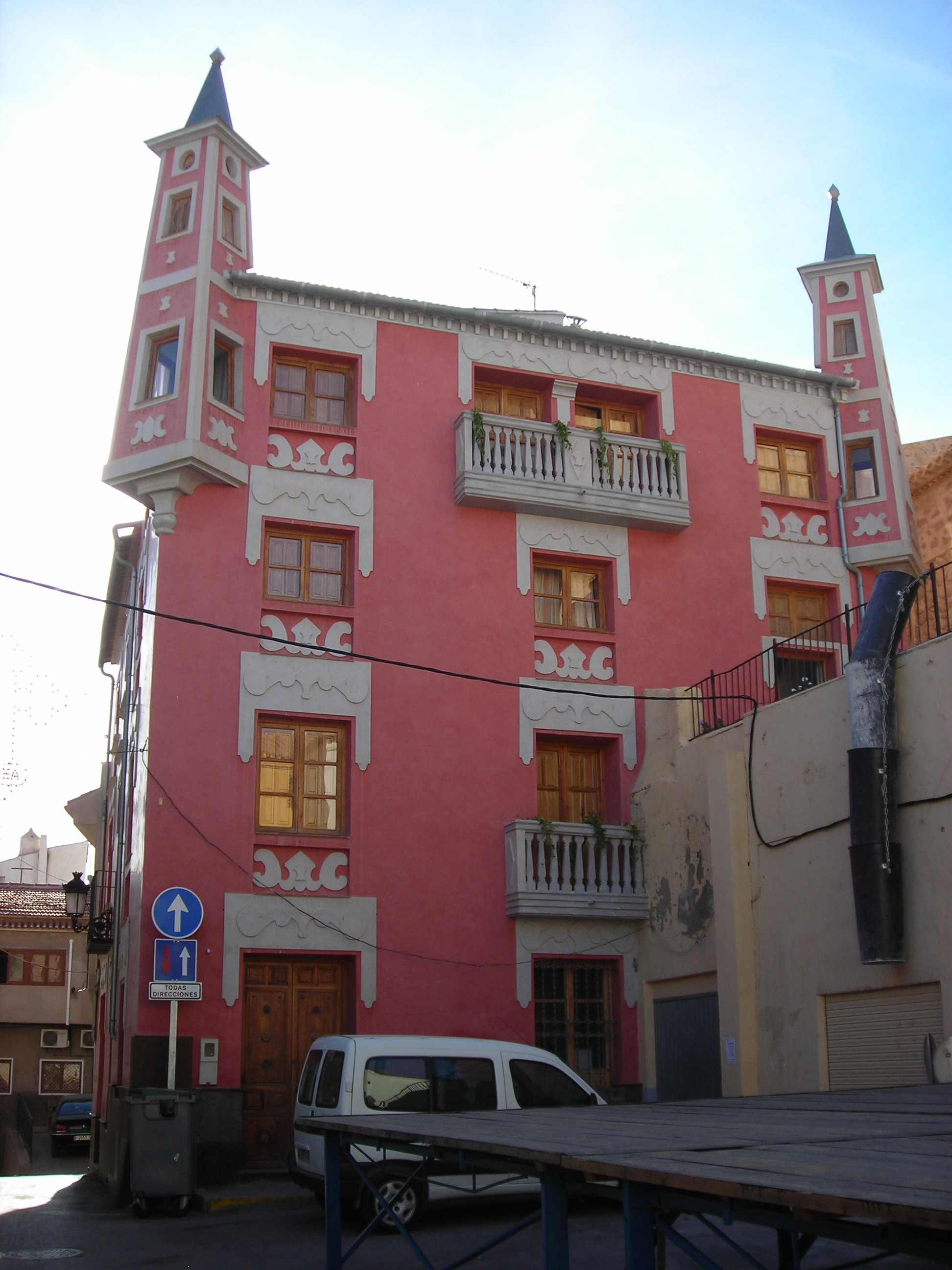
Casa del cura de Ulea.
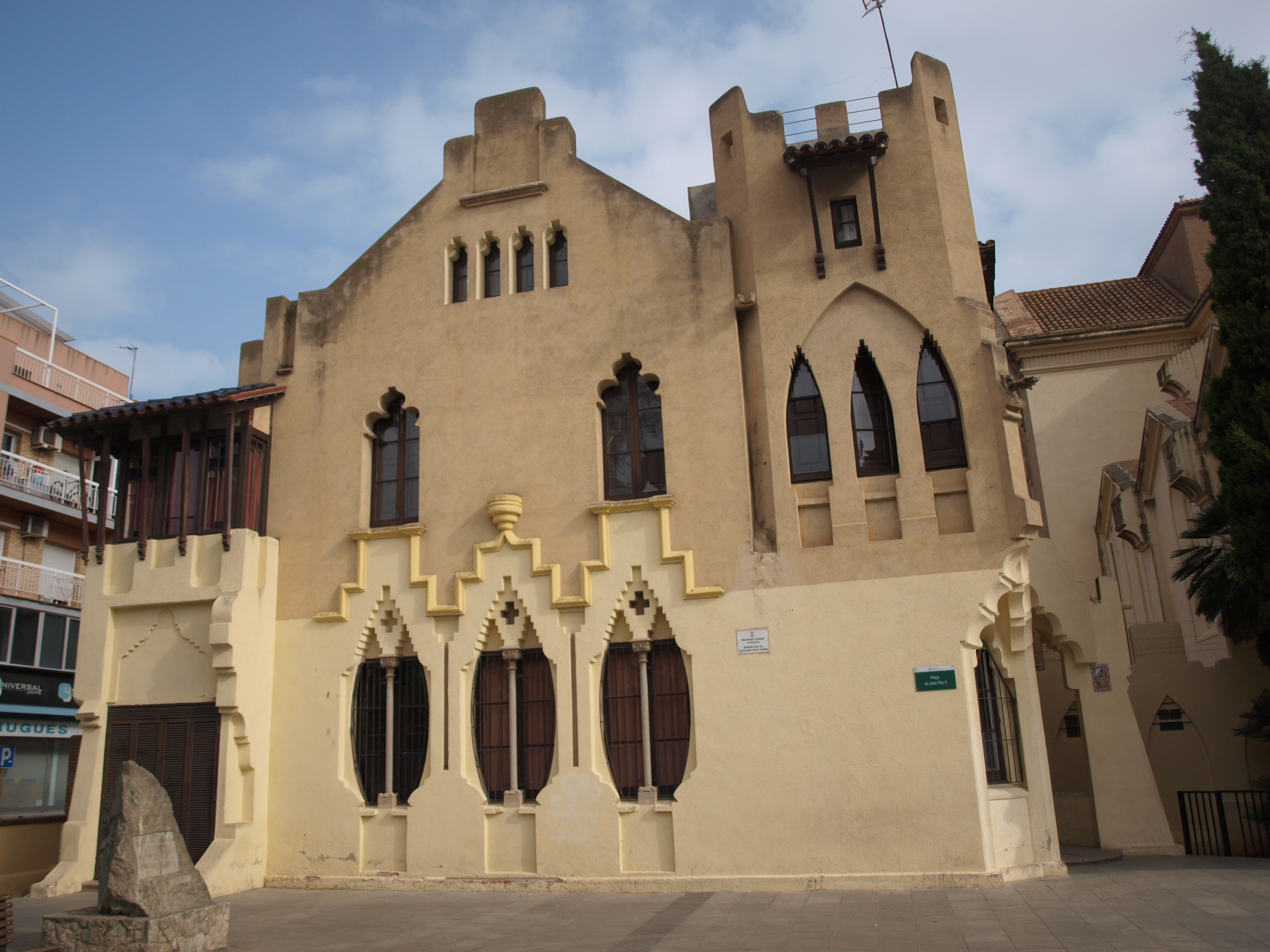
Rectoría de Sant Martí, Cerdanyola del Vallés.
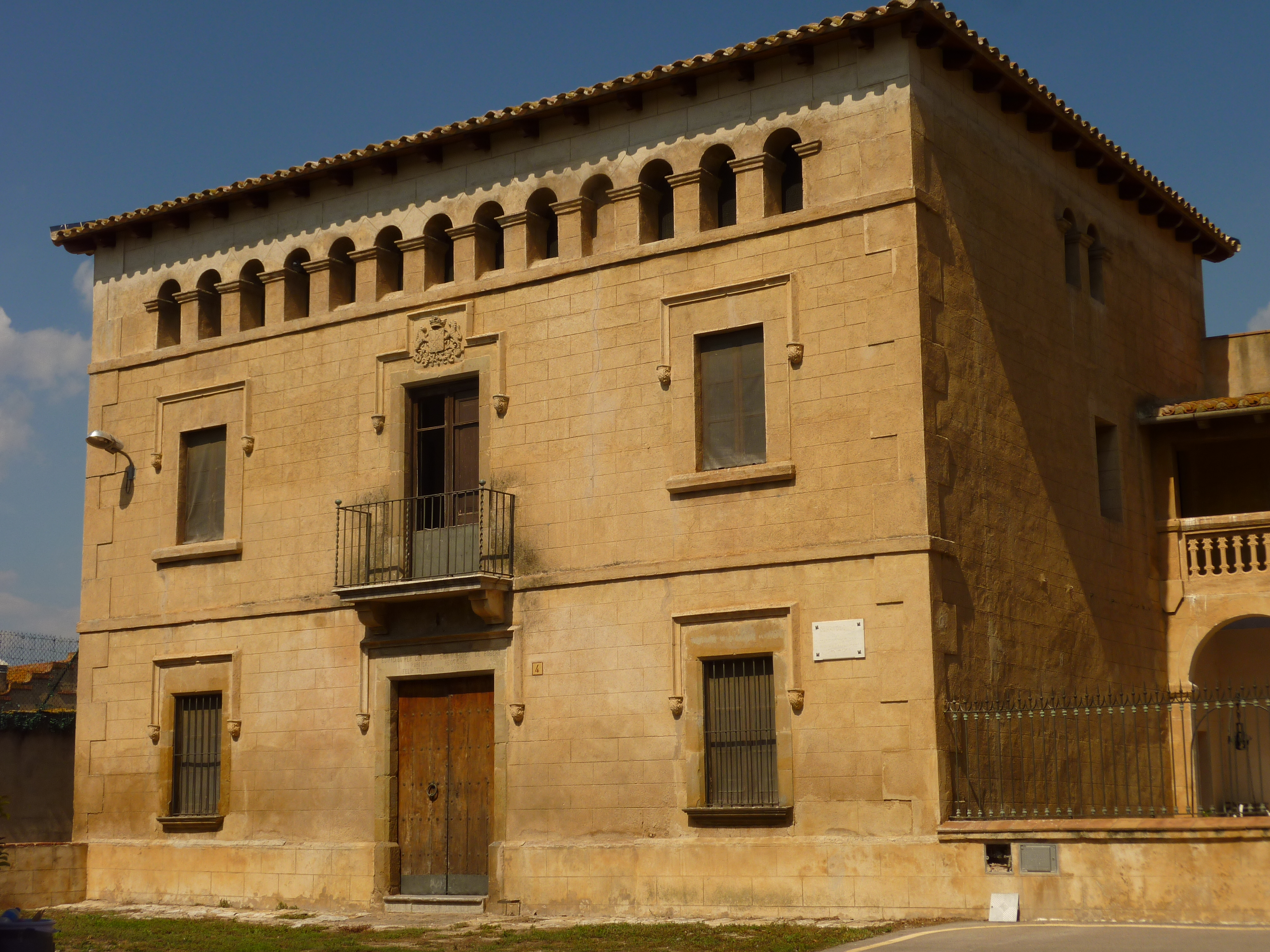
Casa rectoral de Serra de Daró.
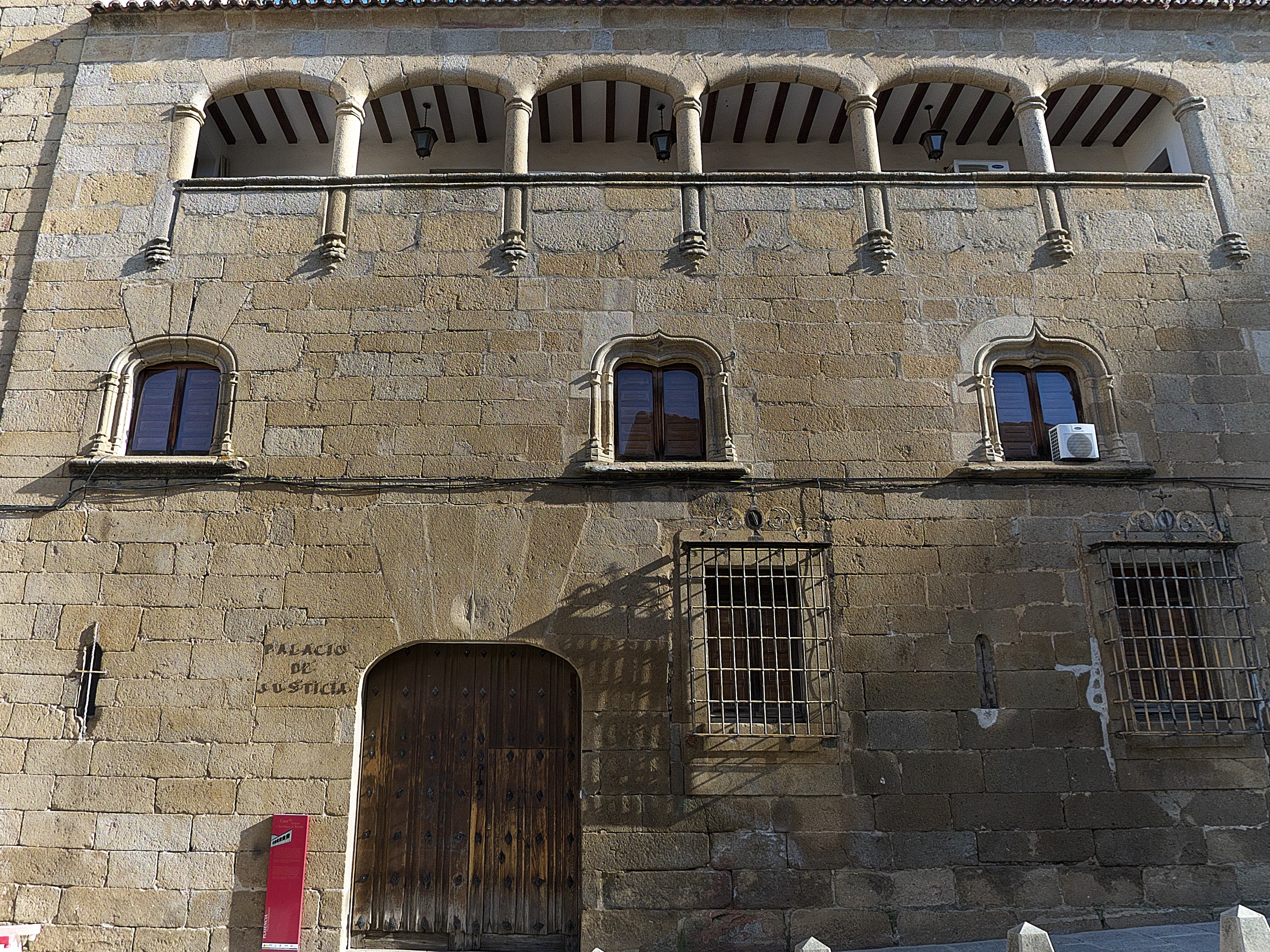
Casa del Arcediano de Trujillo.
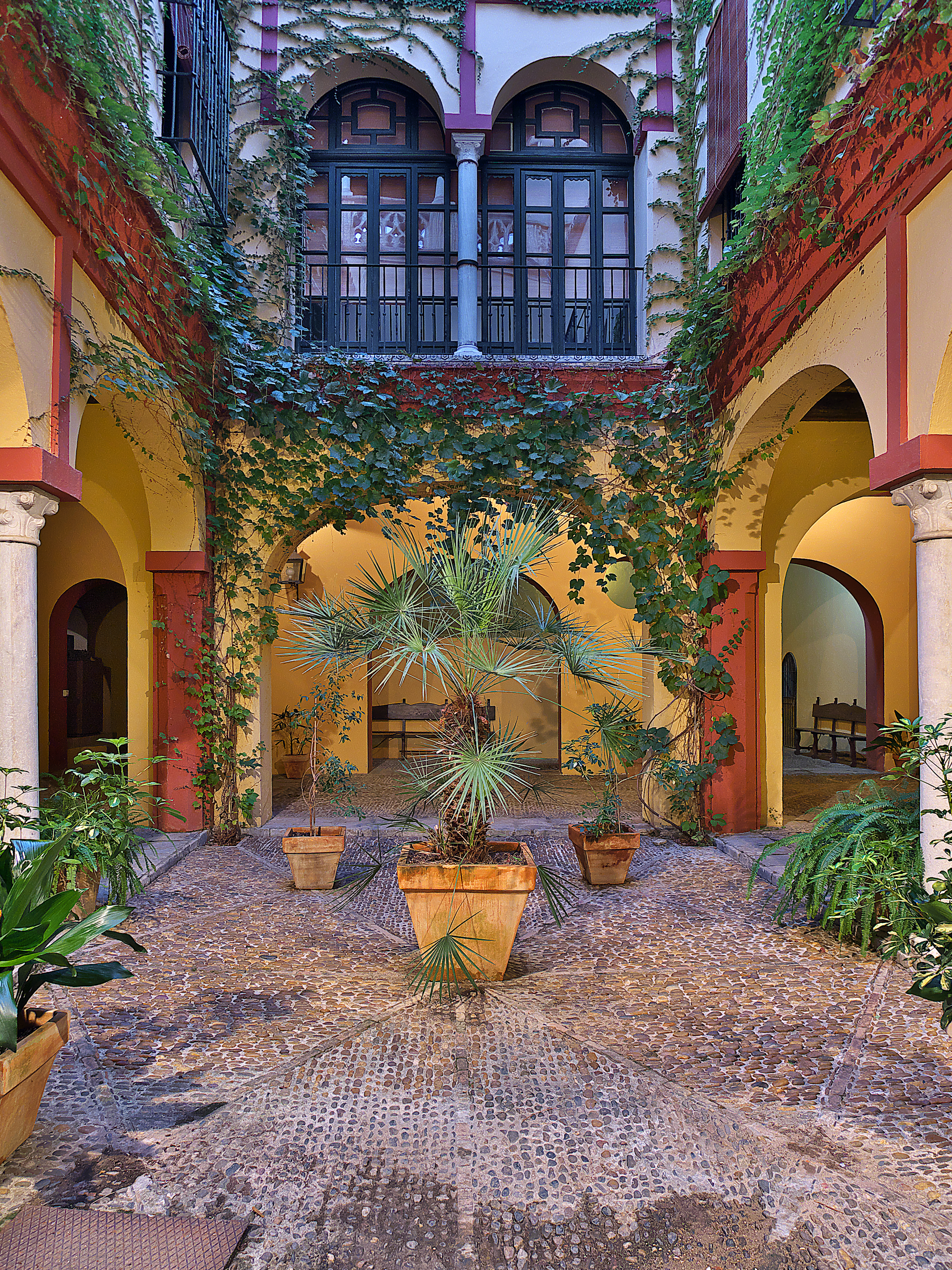
Casa de los Pinelo, denominada por Jerónimo Pinelo y otros canónigos de la catedral de Sevilla.
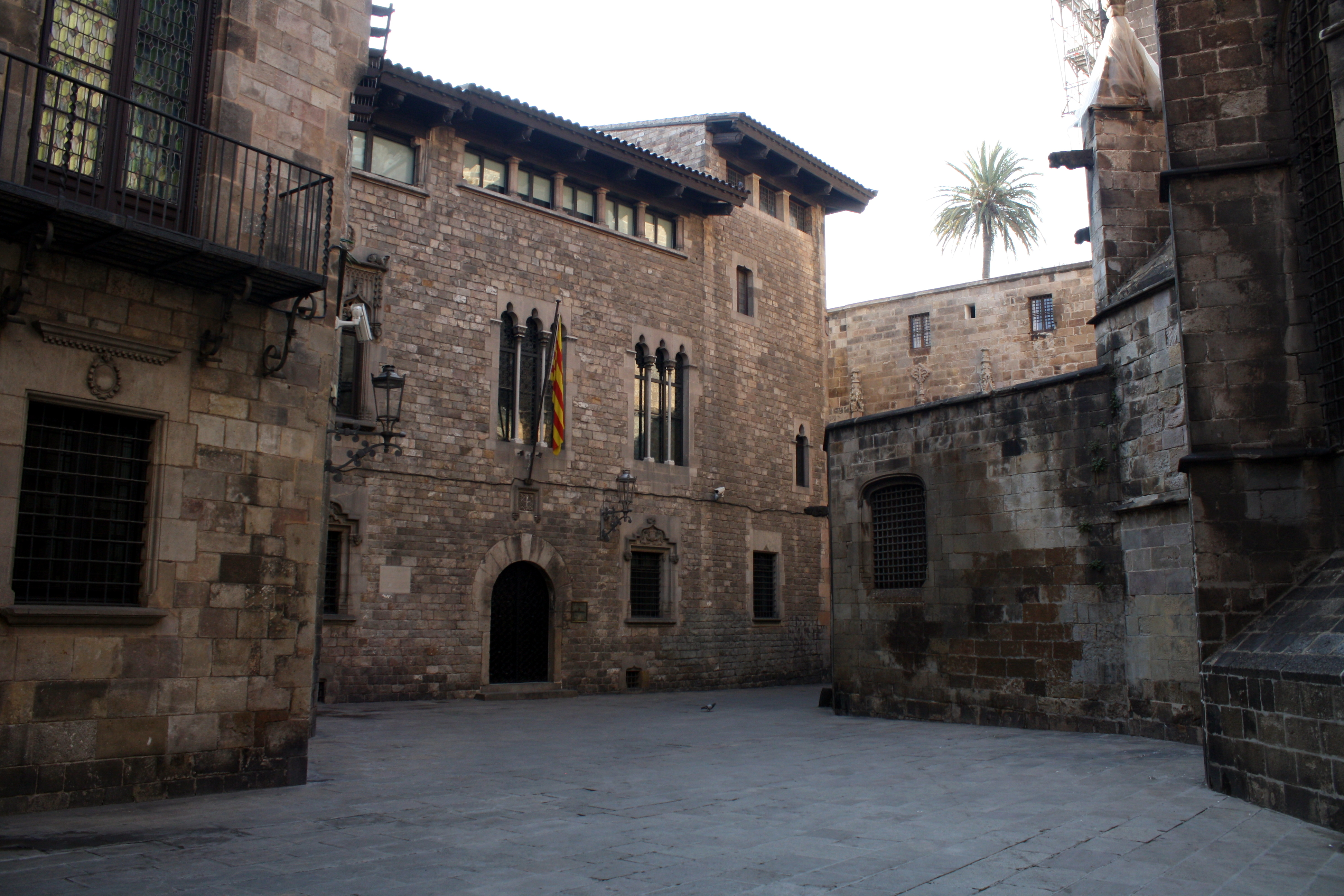
Casa de los Canónigos, Barcelona.
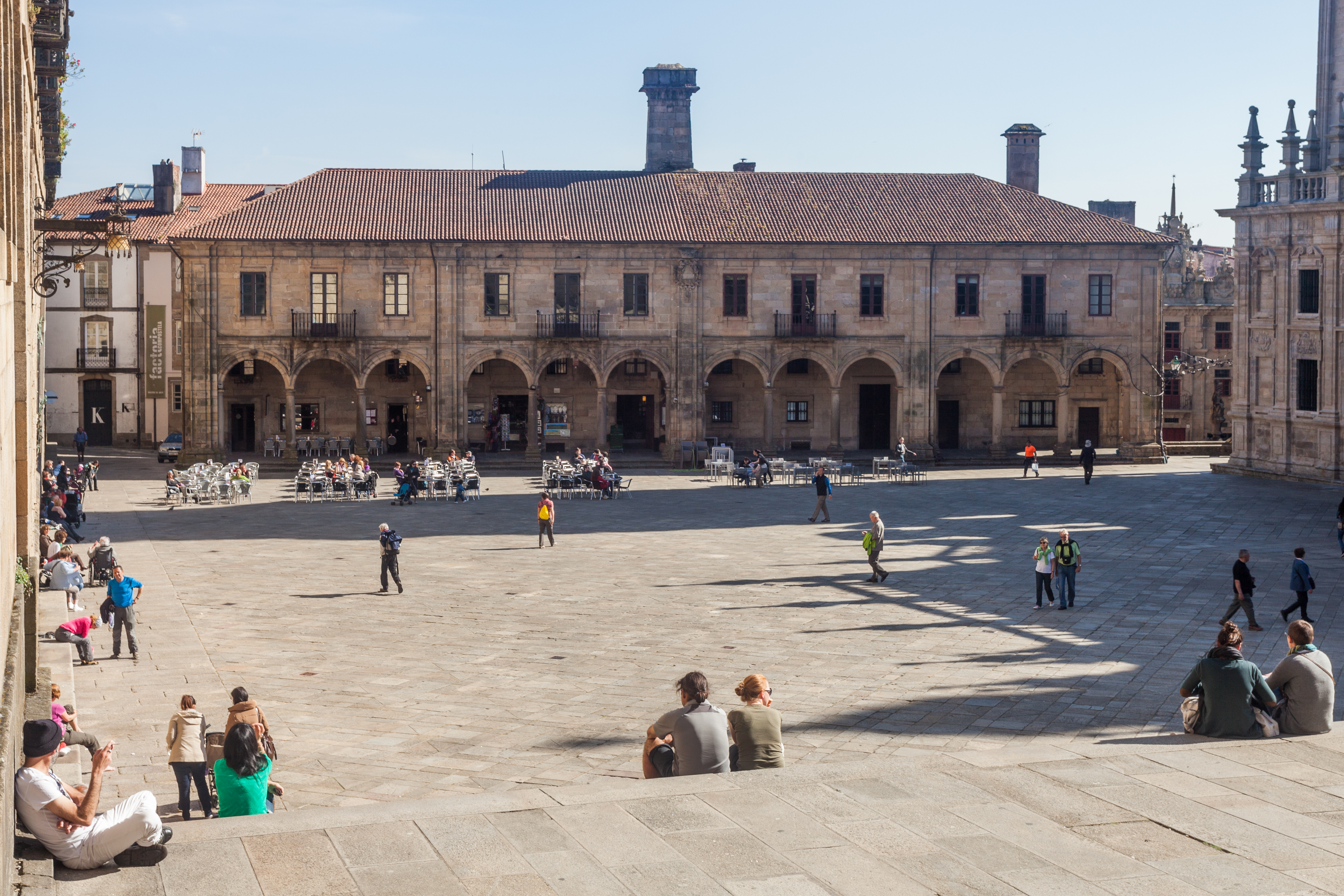
Casa de Conga o de los canónigos, Santiago de Compostela.